# Thüringer Wald
Der Thüringer Wald ist ein bis 982,9 m ü. NHN hohes (Großer Beerberg) und gut 1000 Quadratkilometer großes waldreiches Mittelgebirge im Freistaat Thüringen in Deutschland. Im engeren Sinn ist damit nur das etwa 70 Kilometer lange und 20 Kilometer breite Kammgebirge zwischen dem Werratal bei Eisenach und den Tälern von Schleuse und Wohlrose südöstlich von Ilmenau gemeint. Topografisch und geologisch deutlich davon abzugrenzen ist das Thüringer Schiefergebirge als südöstliche Fortsetzung, das jedoch im allgemeinen Sprachgebrauch oft als Teil des Thüringer Waldes angesehen und ebenso vom Kammweg Rennsteig durchquert wird.
Gemeinsam mit dem Schiefergebirge, dem Frankenwald und dem Fichtelgebirge bildet der Thüringer Wald das Thüringisch-Fränkische Mittelgebirge von der Werra bis an die tschechische Grenze.
Das Gebirge ist als Naturpark Thüringer Wald als Ganzes unter Schutz gestellt, der strenger geschützte Kernbereich bildet das Biosphärenreservat Thüringer Wald.

## Topografie

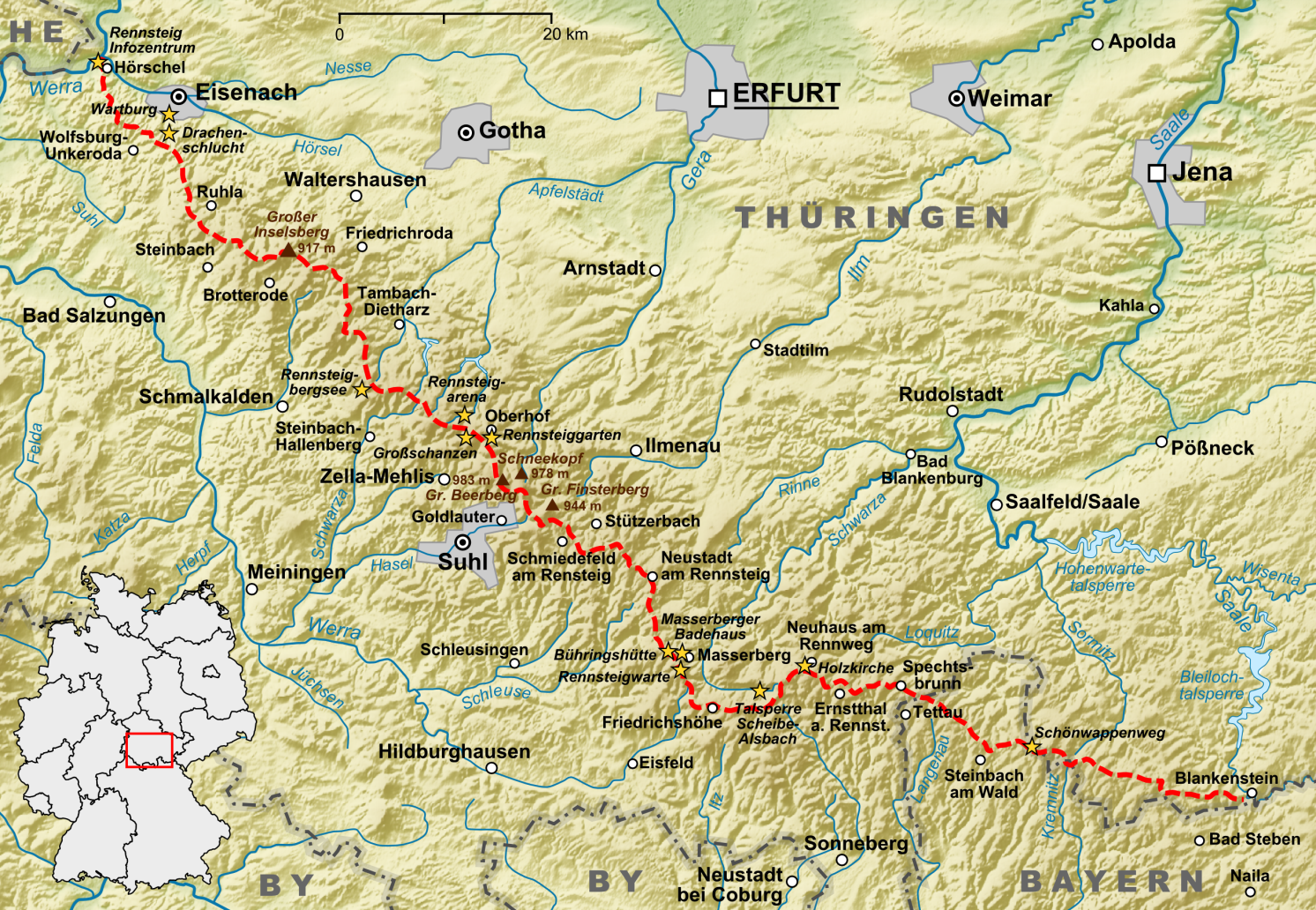
Die nordwestliche Hälfte des Gebirges, auf dem der Rennsteig als Kammlinie verläuft, wird als Thüringer Wald bezeichnet

Thüringer Wald und Thüringer Schiefergebirge ziehen sich als Gebirgskette von der Werra im Nordwesten bis zum Frankenwald im Südosten hin, der naturräumlich der südöstliche Teil des Thüringer Schiefergebirges ist, landläufig jedoch aus historischen Gründen von ihm getrennt aufgefasst wird. Sie bilden größtenteils die Wasserscheide zwischen Elbe im Norden und Weser (Werra) bzw. Rhein (Main) im Süden. Großteile beider Gebirge sind als Naturpark Thüringer Wald ausgewiesen.
Der Thüringer Wald im engeren Sinne erstreckt sich rund 70 Kilometer in Nordwest-Südost-Richtung. Die maximale Nordost-Südwest-Ausdehnung des Kammgebirges beträgt im Norden bei Eisenach um 7 km, an der Nahtstelle zum Schiefergebirge bei Gehren etwa 14 km. Demgegenüber weist das südöstlich anschließende Thüringer Schiefergebirge eine flächige Gestalt auf. Trotz der Unterschiedlichkeit der beiden Gebirge wird als touristische Bezeichnung oft der bekanntere Begriff Thüringer Wald für die gesamte Gebirgskette gebraucht. Über den gesamten Gebirgskamm führt der Rennsteig.
Der höchste Berg des Thüringer Waldes ist der Große Beerberg (982,9 m). Die nächsthöheren Berge sind der Schneekopf (978 m), der Große Finsterberg (944 m) und der Große Inselsberg (916,5 m). Weithin bekannte Berge sind überdies der Kickelhahn (861 m) an der Nordost- sowie Großer Hermannsberg (867 m), Ruppberg (866 m) und Adlersberg (849 m) an der Südwestabdachung des Kammes.
→ Diese und weitere Berge finden sich im Absatz Thüringer Wald des Artikels Liste der Berge in Thüringen

### Flüsse
Etwa zwei Drittel des Thüringer Waldes, darunter die komplette Südwestflanke, entwässern zur Werra und damit zum Stromsystem der Weser. Dabei sind Schleuse, Hasel und die etwas kleinere Schmalkalde fast reine Thüringer-Wald-Flüsse, während die Hörsel, vom äußersten Oberlauf abgesehen, nur linksseitig aus dem Mittelgebirge gespeist wird.
Von der Gera entwässern nur zwei Doppel-Quellarme über die Unstrut, von der Ilm nur der Oberlauf das Mittelgebirge zur Saale und damit zum Stromsystem der Elbe.
Von den folgenden Flusssystemen wird der Thüringer Wald im Uhrzeigersinn, beginnend im Südosten, entwässert:
| Hauptfluss                 | Hauptfluss (Vorfluter) | Abschnitt                                                                | Arme                                                         | Einzugsgebiet [km²] | Abfluss [m³/s] |
| -------------------------- | ---------------------- | ------------------------------------------------------------------------ | ------------------------------------------------------------ | ------------------- | -------------- |
| Schleuse                   | Werra                  | bis einschließlich Nahe                                                  | Schleuse, Nahe                                               | 247,9               | 4,4            |
| Schleuse I (Oberlauf)      | Werra                  | oberhalb Nahemündung                                                     | Biber, Neubrunn, Tanne, (Böse) Schleuse, Trenkbach           | 124,9               | 2,1            |
| Schleuse II (Nahe)         | Werra (Schleuse)       | gesamt                                                                   | Nahe, Vesser, Breitenbach, Erle                              | 123,0               | 2,3            |
| Hasel                      | Werra                  | bis einschließlich Schwarza                                              | Hasel, Schwarza                                              | 312,3               | 4,5            |
| Hasel I (Oberlauf)         | Werra                  | oberhalb Schwarzamündung                                                 | Hasel, Lauter, Mühlwasser, Bach aus Albrechts                | 139,0               | 2,0            |
| Hasel II (Schwarza)        | Werra (Hasel)          | gesamt                                                                   | Lichtenau, Häselbach, Schwarza (Schönau)                     | 173,3               | 2,5            |
| Schmalkalde                | Werra                  | bis einschließlich Stille                                                | Stille, Asbach, Flohbach, Schmalkalde                        | 134,9               | 2,0            |
| Werra (rechte Zuflüsse)    | Werra                  | Breitungen bis Barchfeld                                                 | Truse, Farnbach, Grumbach, Schweina                          | 120                 |                |
| Elte                       | Werra                  | gesamt                                                                   | Frommbach, Heidelbach                                        | 81,0                |                |
| Hörsel                     | Werra                  | oberhalb Nessemündung                                                    | Obere Hörsel, rechte Nebenflüsse des Mittellaufs             | 222,9               | 2,6            |
| Hörsel I (Oberlauf)        | Werra                  | bis einschließlich Badewasser                                            | (Kleine) Leina/Hörsel, Schilfwasser, Badewasser              | 91,9                | 1,1            |
| Hörsel II (linke Zuflüsse) | Werra (Hörsel)         | Laucha bis Wutha-Farnroda                                                | Laucha, Emse, Erbstrom, Alte Mosbach                         | 131,0               | 1,5            |
| Gera                       | Saale (Unstrut)        | Apfelstädt bis einschließlich Ohra, Wilde und Zahme Gera bis Vereinigung | Apfelstädt, Ohra, Wilde Gera, Zahme Gera                     | 321,3               |                |
| Gera I (Apfelstädt)        | Saale (Gera)           | oberhalb Ohramündung                                                     | Splitterbach, Apfelstädt, Schmalwasser                       | 100                 |                |
| Gera II (Ohra)             | Saale (Apfelstädt)     | gesamt                                                                   | Kernwasser, Ohra                                             | 80                  |                |
| Gera III (Wilde Gera)      | Saale (Gera)           | gesamt                                                                   | Lütsche, Wilde Gera                                          | 76,1                |                |
| Gera IV (Zahme Gera)       | Saale (Gera)           | gesamt                                                                   | Wirrbach, Zahme Gera, Jüchnitz, Körnbach, Reichenbach        | 65,2                |                |
| Ilm                        | Saale                  | bis einschließlich Wohlrose                                              | Ilm, Wohlrose                                                | 153,9               |                |
| Ilm I (Oberlauf)           | Saale                  | bis oberhalb Wohlrose                                                    | Freibach, Taubach, Ilm (Lengwitz), Gabelbach, Schorte, Lohme | 96,7                |                |
| Ilm II (Wohlrose)          | Saale (Ilm)            | gesamt                                                                   | Schobse, Wohlrose, Talwasser (Ilmsenbach)                    | 57,2                |                |

### Seen
Folgende Stauseen befinden sich im Thüringer Wald (wieder, analog den Flüssen, im Uhrzeigersinn geordnet):
| Name                       | Zuflüsse                                    | Einzugsgebiet [km²]* | Oberfläche [ha] | Höhe über NN |
| -------------------------- | ------------------------------------------- | -------------------- | --------------- | ------------ |
| Talsperre Schönbrunn       | Tanne, Gabel, (Böse) Schleuse, Trenkbach    | 30,2                 | 100             | 543          |
| Talsperre Erletor          | Erle                                        | 5,9                  | 5               | 526          |
| Talsperre Tambach-Dietharz | Apfelstädt, Mittelwasser                    | 20                   | 11              | 473          |
| Talsperre Schmalwasser     | Schmalwasser                                | 30,4                 | 80              | 572          |
| Talsperre Ohra             | Ohra (Kernwasser, Silbergraben)             | 34,4                 | 82              | 525          |
| Talsperre Lütsche          | Lütsche (grasige Lütsche, steinige Lütsche) | 9,3                  | 14              | 581          |

* ohne Überleitungen

### Nordabdachung
Der Thüringer Wald stößt nach Nordosten an die naturräumliche Haupteinheitengruppe Thüringer Becken (mit Randplatten). Teilweise wird er durch die eigentlichen (Muschelkalk-)Randplatten abgedacht, teils durch Buntsandstein-Zwischenländer und teils geht er direkt ins Thüringer Becken über. Dabei folgen die Abdachungen in ihrer Richtung der Eichenberg–Gotha–Saalfelder Störungszone, die sie im Norden, in einiger Entfernung zum Thüringer Wald flankiert.
Im äußersten Nordwesten bei Herleshausen wird der Thüringer Wald nur vom Tal der Werra vom Ringgau getrennt, dessen Platte sich rechts der Werra am Hainich fortsetzt. Einen Ausläufer dieser Platte stellen die Hörselberge dar, die bei Eisenach dem Thüringer Wald jenseits der Hörsel gegenüberstehen. Sie werden dem Westthüringer Berg- und Hügelland zugerechnet, dessen Kernland bereits als Teil des Thüringer Becken angesehen wird.
Zwischen Thüringer Wald und Hörselberge schiebt sich südöstlich Eisenachs der Buntsandsteinrücken der Waltershäuser Vorberge, die entlang der Linie Mosbach – Seebach – Bad Tabarz – Friedrichroda – Georgenthal angrenzen. Zwischen der Apfelstädt und ihrem Nebenfluss Ohra grenzt der Thüringer Wald bei Gräfenhain unmittelbar an einen flachgründigen Teil des Thüringer Berg- und Hügellandes und damit ans Thüringer Becken selber.
Von Luisenthal über Gräfenroda und Geschwenda bis nach Geraberg zieht sich die Grenze des Thüringer Waldes zur Ilm-Saale-Ohrdrufer Platte; weiter südöstlich schiebt sich der Buntsandstein des Paulinzellaer Vorlandes zwischen beide Naturräume und berührt den Thüringer Wald von Elgersburg über Ilmenau bis Gehren, wo der Thüringer Wald schließlich ins Thüringer Schiefergebirge übergeht.

### Südabdachung

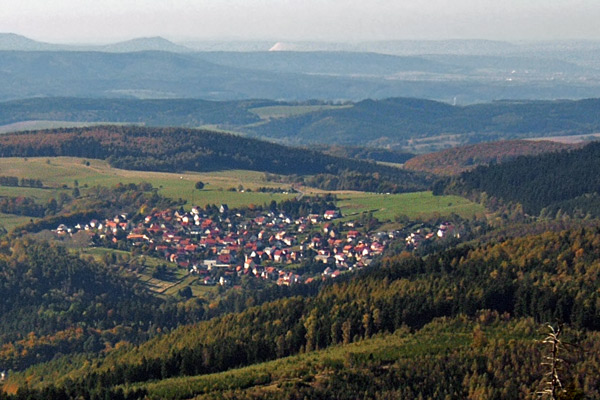
Südwestabdachung bei Rotterode, im Hintergrund die Vordere Rhön

Nach Südwesten wird der Thüringer Wald von Buntsandstein-Bergländern abgedacht, wobei die Grenze weitgehend der Passau-Ibbenbürener Störungszone folgt. In der Nordhälfte sind dieses die rechts der Werra gelegenen Teile des Salzunger Werraberglandes, das der Haupteinheitengruppe Osthessisches Bergland zugerechnet wird. Weiter südlich schließt sich das Südthüringer Buntsandstein-Waldland an, das den Großteil der Haupteinheit Südliches Vorland des Thüringer Waldes einnimmt, die, wie auch Thüringer Wald und Schiefergebirge, zum Thüringisch-Fränkischen Mittelgebirge gerechnet wird. Indes ist diese Zuordnung nicht unumstritten und vor allem der Gliederungsstruktur der ehemaligen Bundesanstalt für Landeskunde geschuldet. Die Thüringer Landesanstalt für Umwelt und Geologie (TLUG) verzichtet auf eine Zuordnung zu Haupteinheitengruppen und zieht auch eine etwas andere Grenze zwischen Salzunger Werrabergland und dem eigentlichen Vorland des Thüringer Waldes.
Die Grenzlinie des Thüringer Waldes zu den Buntsandstein-Vorländern folgt in etwa der Linie Herleshausen – Unkeroda – Schweina – Trusetal – Floh-Seligenthal – Steinbach-Hallenberg – Suhl – Waldau. Demnach liegen Schmalkalden und Schleusingen knapp außerhalb des Thüringer Waldes.

### Grenzverlauf zum Schiefergebirge
Die Grenze des (Mittleren) Thüringer Waldes zum (Hohen) Thüringer Schiefergebirge folgt auf der Werra-Seite dem Tal der Schleuse flussaufwärts von Schleusegrund-Lichtenau bis (Schleusegrund-)Schönbrunn, weiterhin dem der Neubrunn. Vom nördlichen Besiedlungsrand Gießübels verläuft sie nach Altenfeld und von dort zum Güterbahnhof Neustadt/Gillersdorf im Westen Großbreitenbachs, von wo aus sie dem Tal des Talwassers (Ilmsenbach) und der oberen Wohlrose über Möhrenbach nach Gehren folgt.
So gerade noch zum Mittleren Thüringer Wald gehören demnach Kalter Staudenkopf (768 m), Schwefelkopf (774 m), Kohlhieb (790 m), Haube (811 m), Reischelberg (821 m), Silberberg (771 m) und Hinterer Brandkopf (721 m). Demgegenüber leiten die Simmersberg-Randgipfel Hohe Warth (718 m), Schnetter Berg (757 m) und Holzberg (740 m), am Kamm der Hohe Stock (766 m) und im Norden schließlich Silberberg (694 m) und Langer Berg (809 m) bereits das Hohe Thüringer Schiefergebirge ein.
Die exakte geologische Grenze folgt den erwähnten Tälern indes nur annähernd. Nach ihr wäre z. B. die Hohe Warth als einziger Gipfel des Simmersberg-Massivs noch im Thüringer Wald gelegen und der Sommerberg (756 m) als Südwestgipfel des Schwefelkopfs bereits im Schiefergebirge.

## Naturräumliche Gliederung

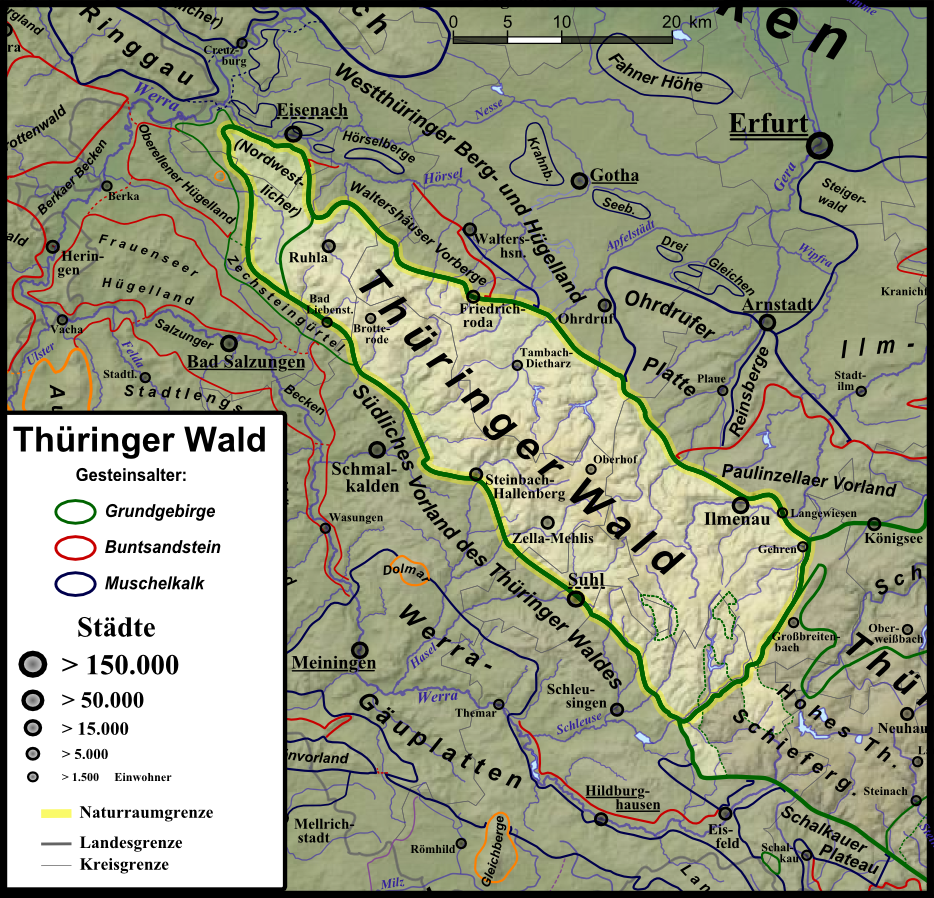
Der Thüringer Wald und seine unmittelbare Umgebung; die halbinselartigen Südost-Ausläufer ins Schiefergebirge Masserberger und Crocker Scholle sind ebenfalls aufgehellt.

Der Thüringer Wald im engeren Sinne gliedert sich entlang der Kammlinie in einzelne Abschnitte – einerseits durch geologische Übergänge (siehe unten), andererseits orografisch durch senkrecht zum Kamm verlaufende, teilweise tief eingeschnittene Flusstäler, von denen aus die wichtigsten Pässe über das Gebirge führen.
Naturräumlich wird der etwa 70 km² einnehmende, maximal 470 m erreichende nordwestliche Sporn Nordwestlicher Thüringer Wald vom insgesamt etwa 850 km² umfassenden Mittleren Thüringer Wald unterschieden, dessen Höhenlagen überall 600 m übersteigen. Diese Gliederung im Handbuch der naturräumlichen Gliederung Deutschlands bzw. dem Bundesamt für Naturschutz (BfN) entspricht jener im innerthüringischen System Die Naturräume Thüringens der Thüringer Landesanstalt für Umwelt und Geologie (TLUG).
Die Nordostflanke des Kammgebirges wird durch den Fächer der oberen Hörsel zur Werra und durch die von Apfelstädt/Ohra, oberer Gera und Ilm zur Saale entwässert, wobei die Gera, nachdem sie die mit der Ohra vereinigte Apfelstädt aufgenommen hat, den Umweg über die Unstrut wählt. Die Südwestflanke entwässert demgegenüber (von Nordwest nach Südost) zunächst über kleinere Direktzuflüsse und weiterhin über die Fächer von Schmalkalde, Hasel und Schleuse zur Werra.
Entsprechend verläuft der Hauptkamm zunächst entlang der Wasserscheide zwischen Hörsel und Mittlerer Werra und trifft erst im weiteren Verlauf die Elbe-Weser-Wasserscheide.

### Nordwestlicher Thüringer Wald

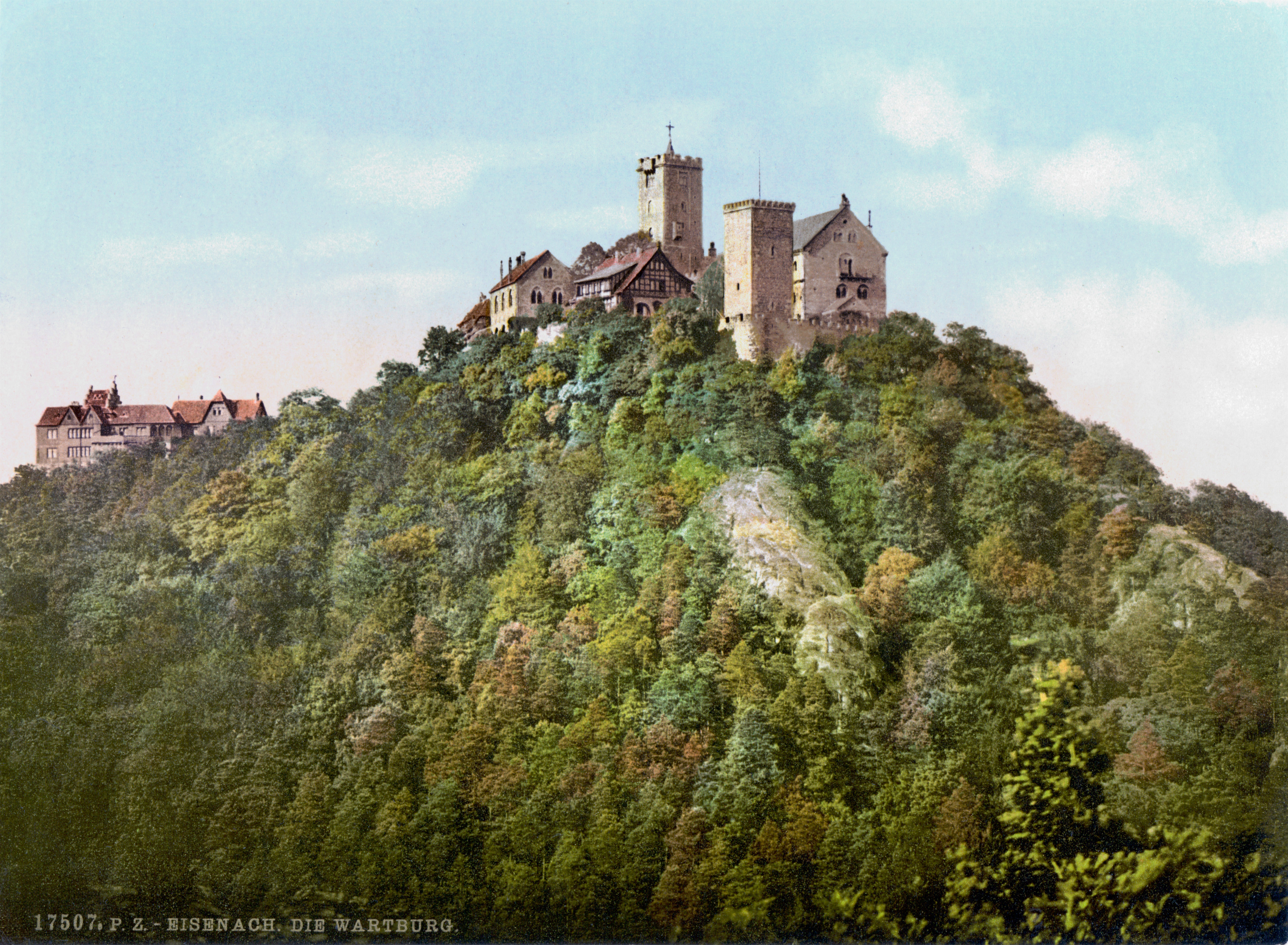
Wartburg um 1900

Der Nordwestliche Thüringer Wald stellt den äußersten Sporn des Gebirges dar. Seine Höhenlagen erreichen maximal 470 m und übersteigen das sich südwestlich anschließende Buntsandstein-Vorland kaum, jedoch ist das Relief ausgeprägt. Bekannt sind insbesondere die Drachenschlucht und die Wartburg.
Östlich reicht der Naturraum im Norden bis zum Erbstrom-Nebenfluss (Kleiner) Mosbach nebst gleichnamigem Ort, in Mitte und Süden liegt die Grenze westlicher und folgt der Bundesstraße 19, die zwischen Wilhelmsthal und Etterwinden den Oberlauf der Elte flankiert. Anstehendes Gestein ist das Eisenacher Rotliegend (Rotliegend-Konglomerate und Sandsteine).

#### Flüsse
Der Norden entwässert über kleinere Bäche wie den Roten Bach und den Löbersbach zur Hörsel, der Süden über (vornehmlich rechte) Bäche zur Elte wie Heidelbach und Frommbach.

#### Berge
- Großer Drachenstein (470,5 m; Osten)
- Hirschstein (463,5 m; Südostrand)
- Kleiner Drachenstein (461,5 m; südwestlich des Großen)
- Eichberg (453,9 m; Süden, unmittelbar nordwestlich von Etterwinden)
- Stiebelskuppe (448,4 m; Westen, nördlich von Clausberg)
- Rüsselskopf (444,4 m); Westen, südöstlich von Clausberg
- Stopfelskuppe (412,9 m; Südwesten, nordwestlich von Förtha)
- Wartburg (um 390 m; Norden)

### Ruhlaer Thüringer Wald

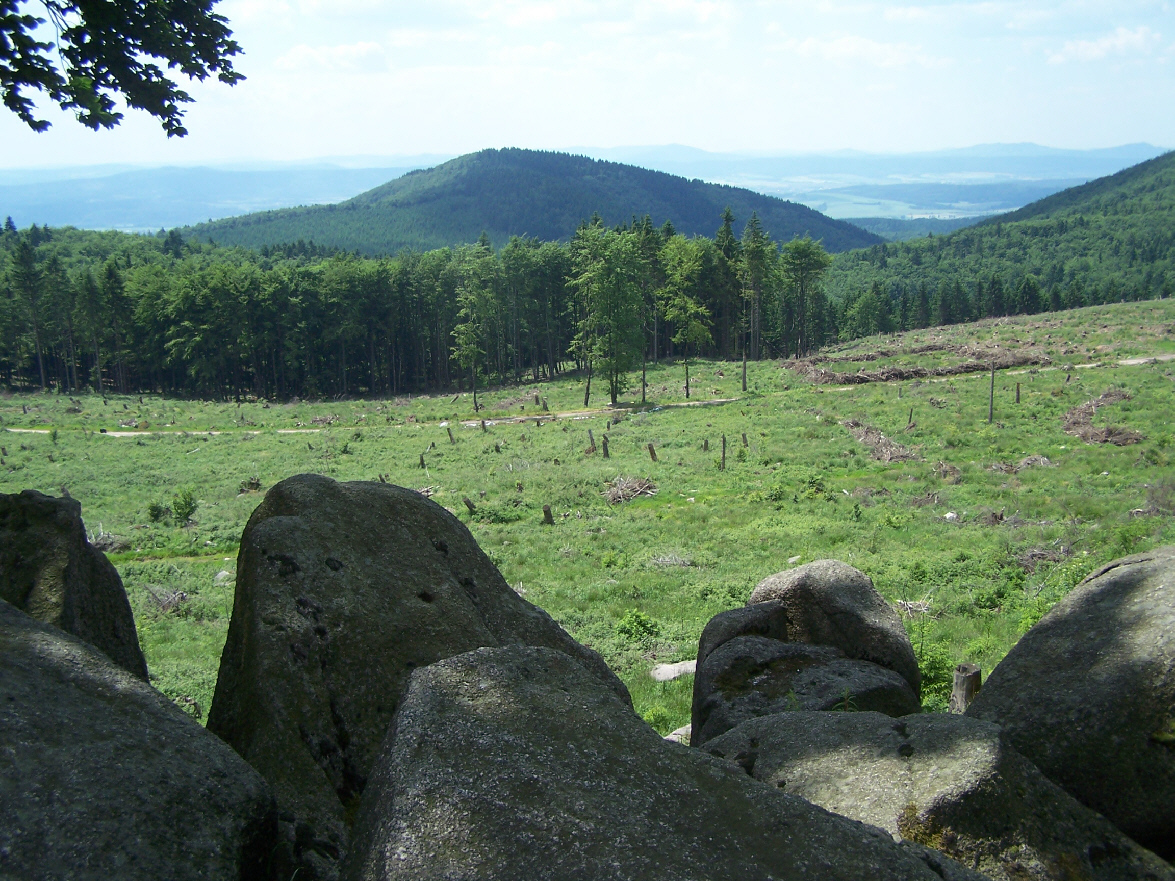
Kyrill-Schäden im Thüringer Wald bei Ruhla

Der nordwestlichste Teil des Mittleren Thüringer Waldes um das nördlich des Rennsteigs gelegene Ruhla, der nach Südosten bis zur Landesstraße 1027 Schwarzhausen – Bad Liebenstein entlang der Täler von Emse und Kallenbach/Grumbach reicht, steht auf dem Grundgebirge des Ruhlaer Kristallin mit Graniten, Gneisen und Glimmerschiefer. Eine ausgeprägte Kammlinie im Zentrum ist nicht zu erkennen; vielmehr erreichen die Gipfel sowohl nordöstlich als auch südwestlich der Wasserscheide in etwa die Rennsteig-Höhen von um 700 m und darüber.

#### Flüsse
Der Nordosten entwässert über den Erbstrom und linke Emse-Zuflüsse zur Hörsel, der Südwesten über Schweina und rechte Kallenbach/Grumbach-Zuflüsse zur mittleren Werra. Im äußersten südlichen Westen entspringt die Elte, die jedoch in der Hauptsache den Nordwestlichen Thüringer Wald und sein südwestliches Vorland entwässert, bevor sie der Werra zufließt.

#### Berge

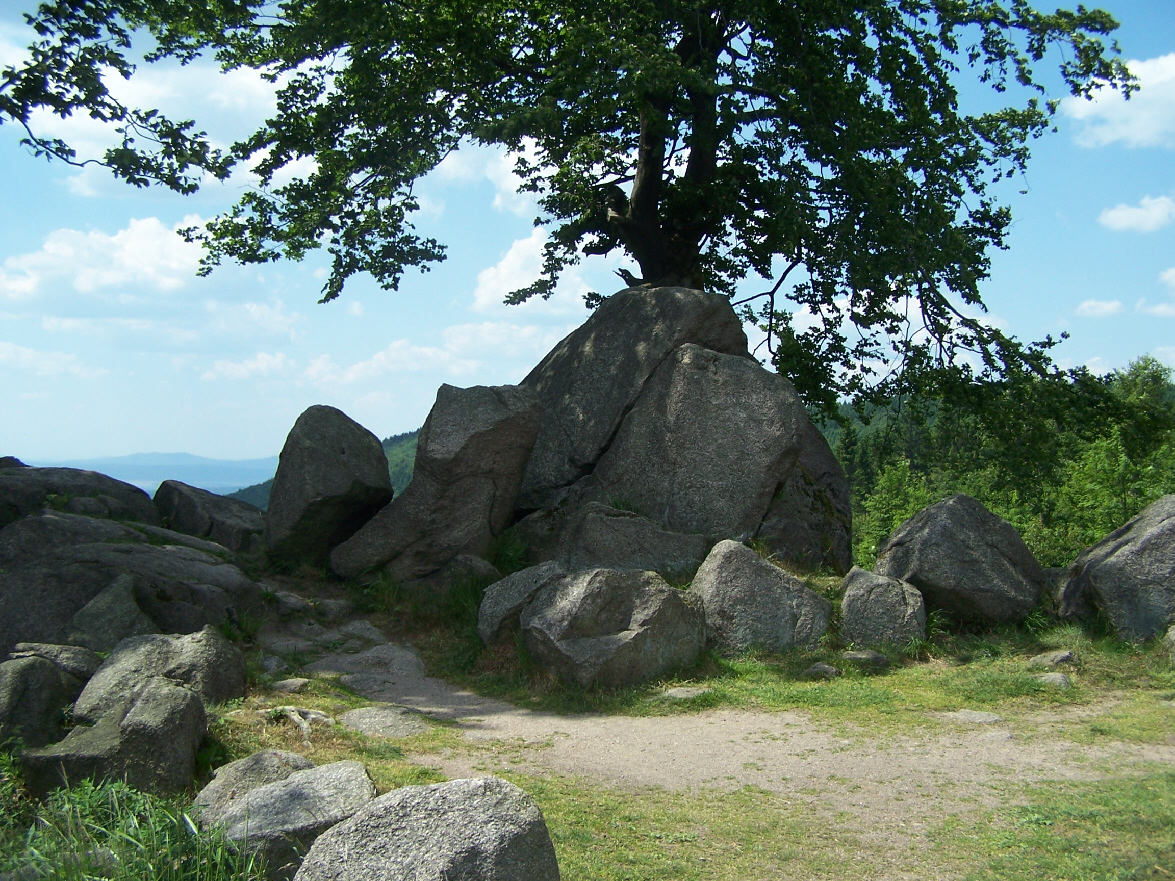
Gipfel des Glöckners

- Birkenheide (717 m, knapp südlich des Rennsteigs)
- Glöckner (702 m, Rennsteignähe)
- Breitenberg (698 m, nördlich Ruhlas)
- Kahle Koppe (690 m, östlich Ruhlas)
- Windsberg (671 m, Südausläufer der Birkenheide) – auf einem Südausläufer liegt Schloss Altenstein
- Kissel (649 m, bei Waldfisch)
- Höllkopf (646 m, Rennsteig südwestlich Ruhlas)
- Ringberg (639 m, nordwestlich Ruhlas) – Alexanderturm (Aussichtsturm)

### Brotteroder Thüringer Wald

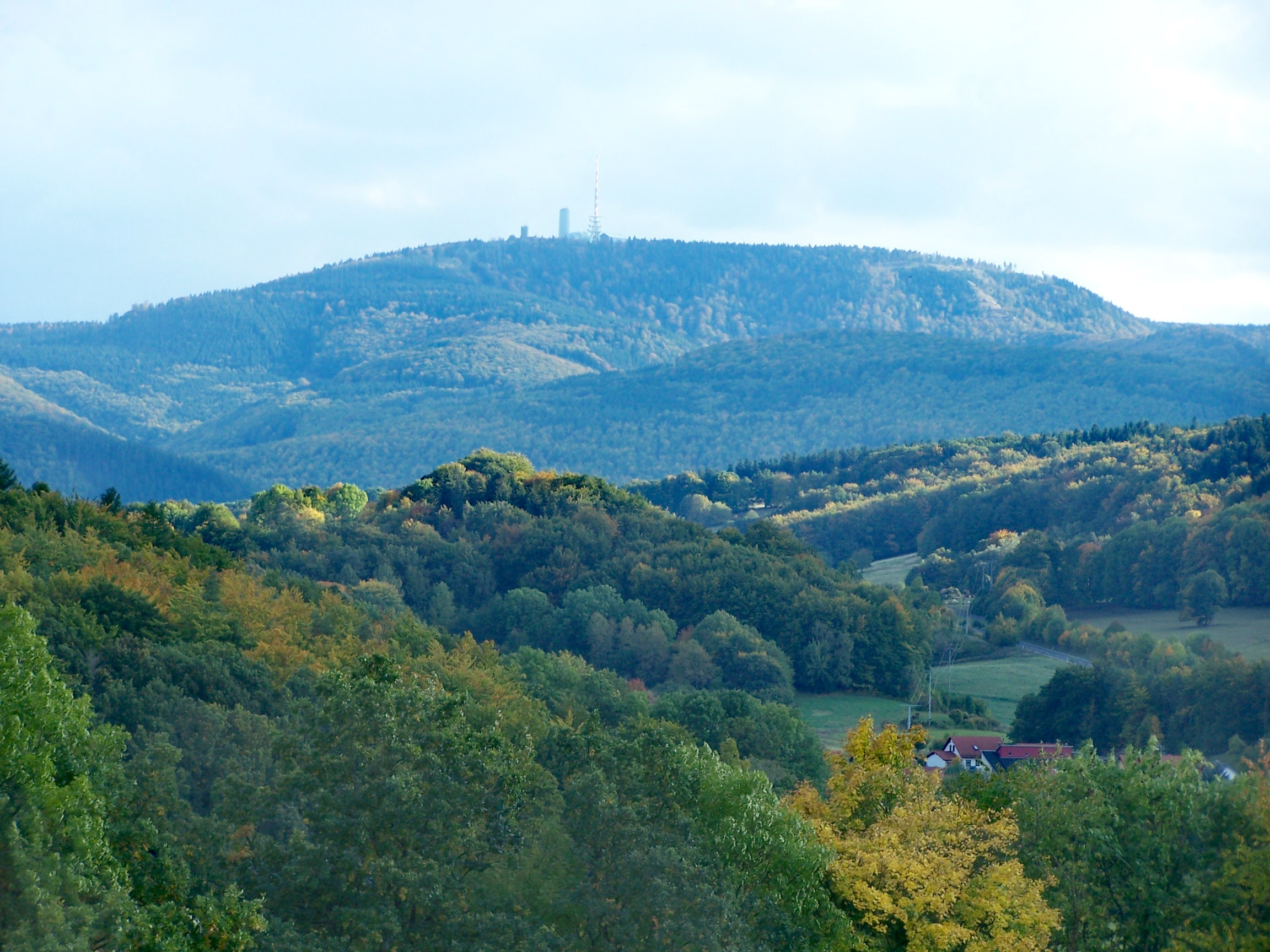
Blick zum Großen Inselsberg

Der Abschnitt des Thüringer Waldes um das südlich des Rennsteigs gelegene Brotterode, der sich an den um Ruhla anschließt und nach Südosten bis Tambach-Dietharz reicht, ist geologisch inhomogener als der um Ruhla. Er wird durch die den Tälern von Schilfwasser und Schmalkalde folgende Landesstraße 1026 Friedrichroda – Floh-Seligenthal, an der Kleinschmalkalden inmitten des Gebirges liegt, in zwei Segmente zerschnitten und durch die den Tälern von Apfelstädt und Flohbach Landesstraße 1028 Georgenthal – Floh-Seligenthal, an der Tambach-Dietharz liegt, in zwei Segmente zerschnitten, die an der Flohbach-Mündung in Floh im Süden verschmelzen. Im Norden des östlicheren Segments liegt Finsterbergen.
In diesem Abschnitt ist bereits deutlich ein Kamm erkennbar, der zunächst der Wasserscheide zwischen mittlerer Werra und Hörsel, weiter südöstlich der zwischen Werra und Unstrut bzw. Saale und damit der zwischen den Stromgebieten von Elbe und Weser folgt. Diese Kammlinie wird durch den alles überragenden, vulkanischen (Porphyr) Großen Inselsberg deutlich nach Norden verschoben. Südlich des Inselsbergs steht demgegenüber noch altes Grundgebirge an, im Südosten wurde im Bereich der Ebertswiese früher der wertvolle Hühnberg-Dolerit abgebaut.

#### Flüsse
Der westliche Norden entwässert über rechte Zuflüsse der Emse sowie über Laucha, Badewasser und linke Schilfwasser-Zuflüsse zur oberen Hörsel; der Nordosten über linke Apfelstädt-Zuflüsse wie dem Splitterbach zur Gera und weiter über die Unstrut zur Saale.
Der Süden entwässert über Steinbach/Grumbach, Farnbach, Truse, Schmalkalde und rechte Flohbach-Nebenflüsse zur Werra.

#### Berge

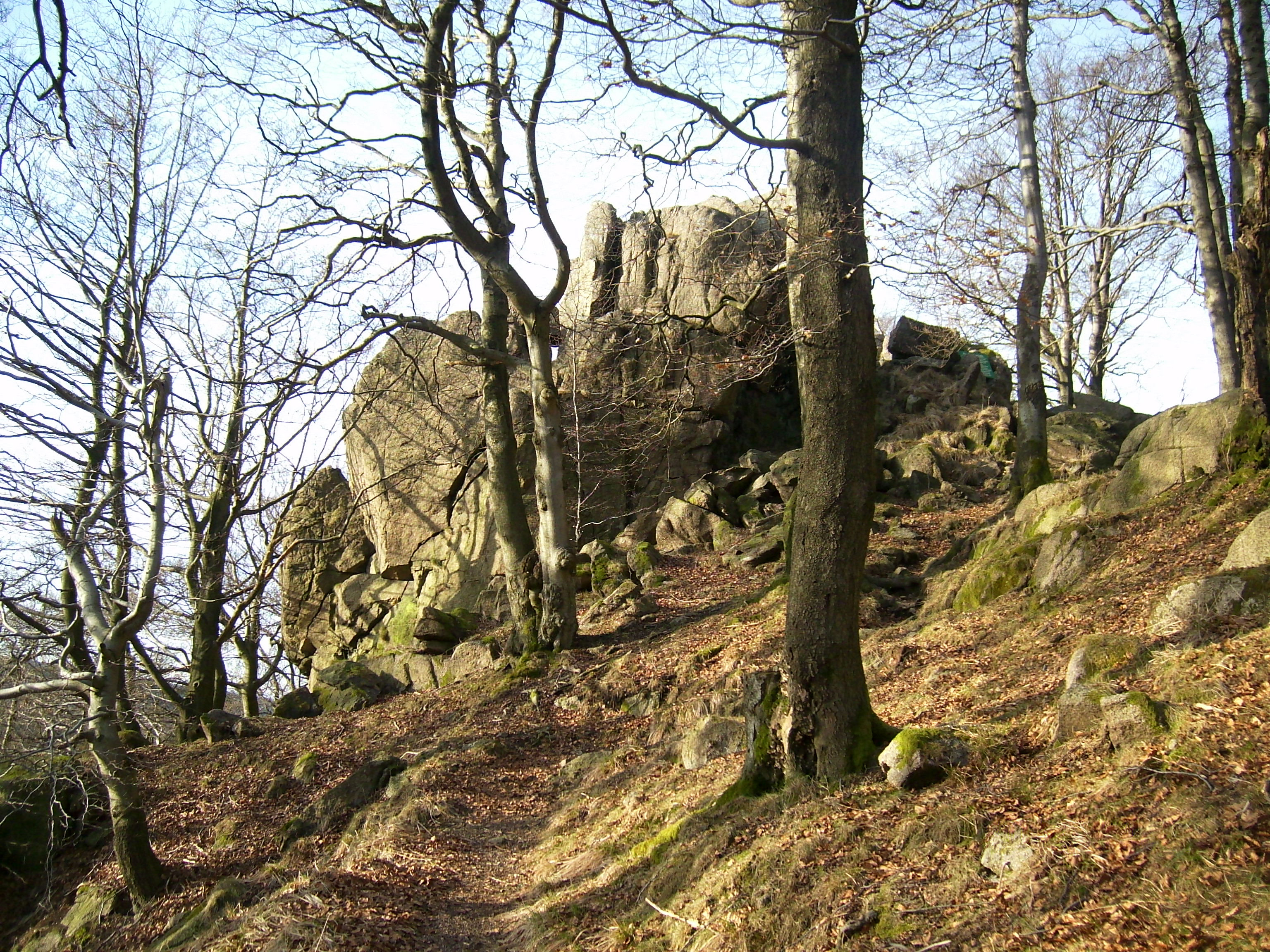
Der Gerberstein

- Großer Inselsberg (916 m, Rennsteig nördlich Brotterodes) – Sendeanlagen, diverse touristische Attraktionen
- Mittlerer Höhenberg (836 m, Süden des Ostsegments, knapp südwestlich des Rennsteigs)
- Kalte Haide (831 m, Rennsteig östlich Brotterodes)
- Seimberg (803 m, südlich Brotterodes)
- Spießberg (749 m, Rennsteig im Ostsegment)
- Großer Weißenberg (747 m, Rennsteig mit Dreiherrenstein nordwestlich Brotterodes)
- Rennwegskopf (730 m, westlich Brotterodes)
- Gerberstein (728 m, Rennsteig im äußersten Nordwesten) – Aussichtskanzel
- Übelberg (713 m, Norden, südlich von Bad Tabarz)

### Tambach-Oberhofer Thüringer Wald

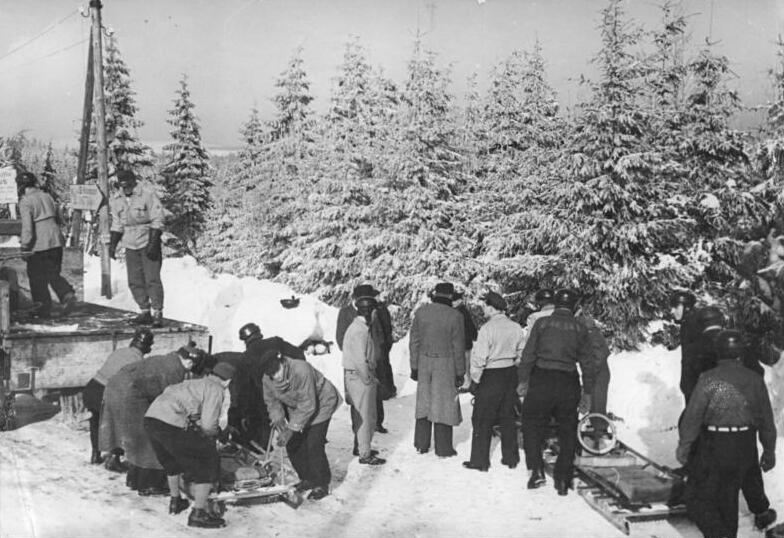
Wintersportmeisterschaften 1951 Oberhof

Die Bundesstraße 247 von Luisenthal über Oberhof und Zella-Mehlis nach Suhl, die im Norden der Ohra folgt, im Süden einen Abschnitt lang der Lichtenau und schließlich dem Unterlauf des Mühlwassers, trennt zusammen mit der gut zehn Kilometer nordwestlich parallelen L 1028 einen Abschnitt des Thüringer Waldes heraus, der, außer im Süden, durch praktisch keine öffentliche Straße zerschnitten wird und auch nur im Süden – in den Floh-Seligenthaler Ortsteilen Schnellbach und Struth-Helmershof, den Steinbach-Hallenberger Vororten Rotterode, Unterschönau und Oberschönau sowie der Stadt Zella-Mehlis – besiedelt ist.
Die vom Rennsteig begleitete Elbe-Weser-Wasserscheide erreicht südwestlich bis westlich Oberhofs an mehreren Stellen um 900 m, ist dabei jedoch kaum in Einzelberge aufgelöst und hat daher ausgesprochenen Gebirgskammcharakter. Als Berge bekannt sind eher die südwestlich der Kammlinie aufragenden Großer Hermannsberg und Ruppberg (s. u.), die auch als Ausflugsziele beliebt sind. Im Nordosten, der eher allmählich abflacht, liegen zwei der drei großen Stauseen des Thüringer Waldes (s. u.). Ferner befindet sich hier im Falkenstein die wohl bekannteste Felsformation des Gebirges.

#### Flüsse und Seen

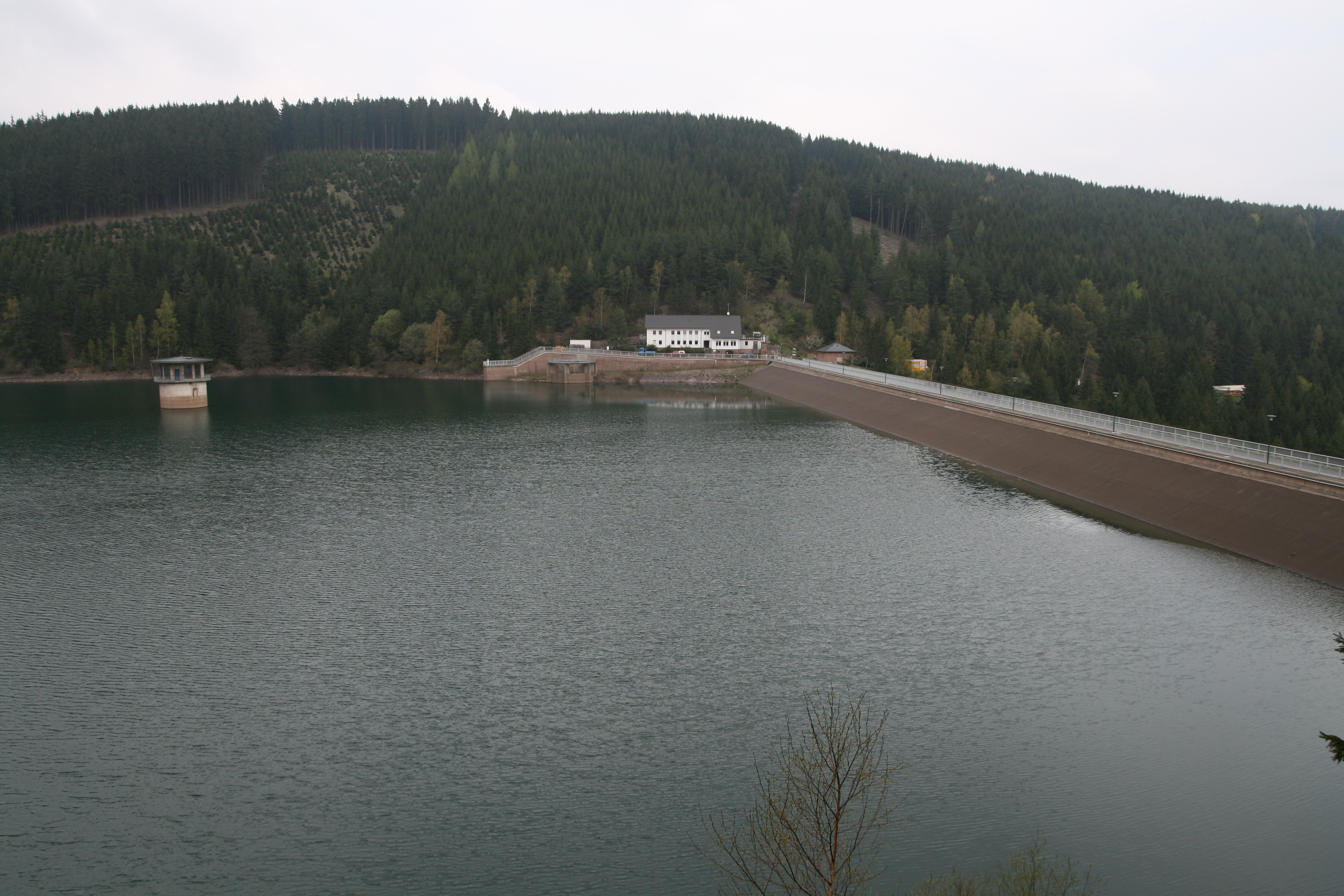
Die Ohra-Talsperre

Die Nordostflanke entwässern rechte Nebenflüsse der Apfelstädt, allen voran das Schmalwasser, und linke Zuflüsse der Ohra, allen voran das Kernwasser, über (Apfelstädt,) Gera und Unstrut zur Saale. Dabei wird die Apfelstädt in der Talsperre Tambach-Dietharz zu einem kleinen, Schmalwasser und Ohra in Talsperre Schmalwasser und Ohra-Talsperre, zu größeren Stauseen gestaut.
Den Süden entwässern der über die Stille der Schmalkalde zufließende Asbach und aus dem Fächer der Hasel die Bäche/Flüsse Schwarza, Häselbach, Lichtenau und Bach aus Albrechts zur Werra.

#### Berge

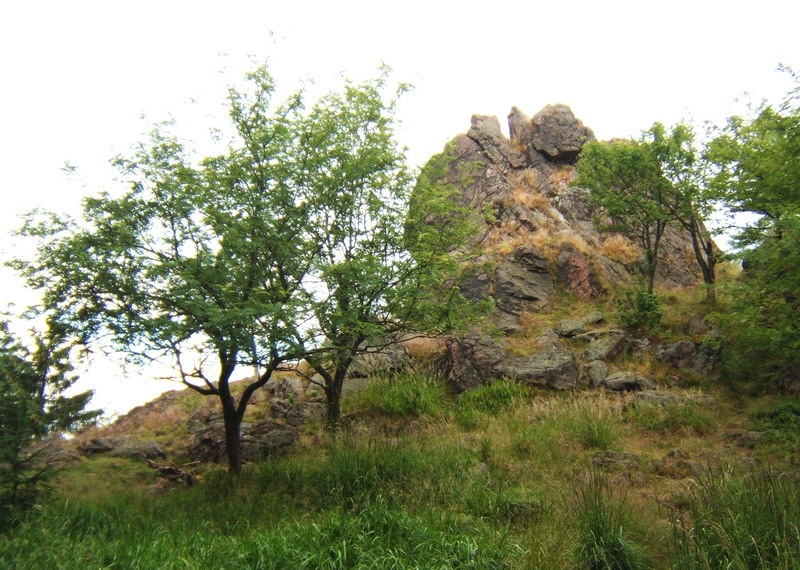
Der Hauptfelsen auf dem Gebrannten Stein

- Schützenberg (904 m, Hauptkamm südwestlich Oberhofs)
- Greifenberg (901 m, Hauptkamm westlich Oberhofs)
- Gebrannter Stein (897 m, südlich des Rennsteigs, nördlich von Zella-Mehlis)
- Donnershauk (894 m, Hauptkamm im Zentrum des Abschnitts)
- Schmalkalder Loibe (886 m, Hauptkamm im Westen des Abschnitts)
- Großer Hermannsberg (867 m, Südwestflanke) – Stadtberg Steinbach-Hallenbergs, Aussichtsturm
- Ruppberg (866 m, Südwestflanke) – Stadtberg nordwestlich von Zella-Mehlis, Aussichtsturm
- Großer Buchenberg (813 m, nördlich des Hauptkammes und südwestlich der Talsperre Schmalwasser)
- Krämerod (765 m, Hauptkamm im äußersten Nordwesten, an der L 1028)
- Schwarzer Kopf (749 m, äußerster Süden südwestlich von Zella-Mehlis)
- Siegelberg (734 m, äußerster Nordosten südöstlich Luisenthals)

### Gehlberger Thüringer Wald

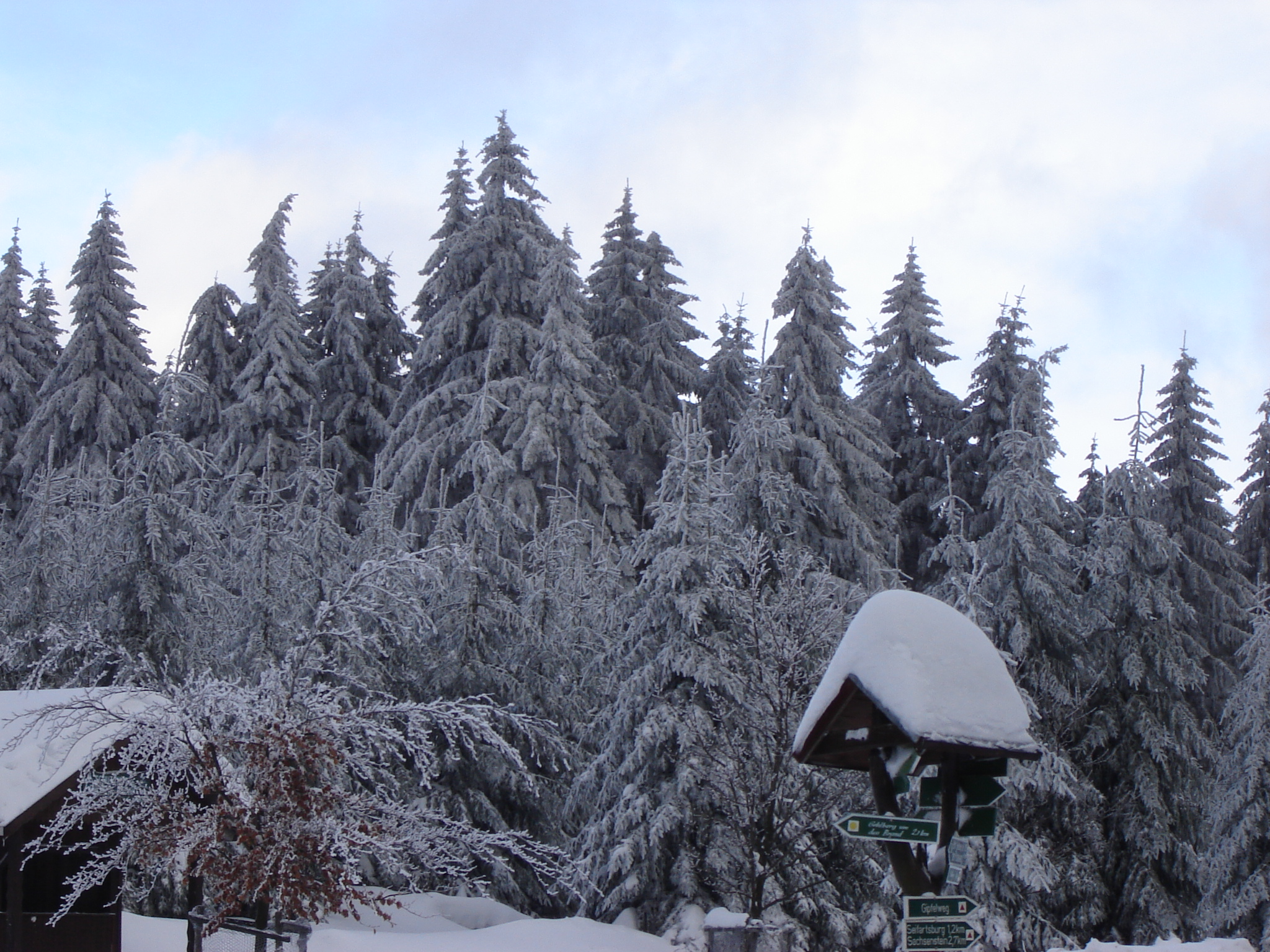
Der Thüringer Wald im Winter (Güldene Brücke bei Gehlberg)

Die Bundesstraße 4, die von Ilmenau über Manebach bis Stützerbach flussaufwärts der Ilm/Lengwitz und im weiteren Verlauf über Schmiedefeld und Schleusingerneundorf nach Hinternah der Nahe folgt, trennt zusammen mit der nordwestlich parallelen B 247 (s. o.) den Abschnitt des Thüringer Waldes heraus, der die drei höchsten Berge plus den fünfthöchsten Berg des gesamten Mittelgebirges enthält und die sieben mit deutlichem Abstand höchsten Gipfel. Im Inneren dieses Segments liegen als einzige Orte Gehlberg nördlich und das kleine Vesser südlich des Rennsteigs, jedoch reichen auch Schmiedefeld und der Suhler Nordostausläufer Goldlauter-Heidersbach weit in diesen Abschnitt hinein, den die Bundesautobahn 71 und der Eisenbahn im Nordwesten unterquert (Rennsteigtunnel, Brandleitetunnel). Die Nordostflanke wird durch die Landesstraße von Gehlberg nach Gräfenroda am Nordrand längs der Wilden Gera segmentiert.
Anders als im sich nordwestlich anschließenden Abschnitt des Thüringer Waldes ist in Rennsteignähe der Kamm nicht mehr ausschließlich als solcher aufgelöst, sondern trägt auf sich vulkanische (Porphyr) Kegel (Finsterberg, Spitzer Berg) und Doppelkegel (Schneekopf und Großer Beerberg), die fast 1000 m erreichen. Die nach Nordosten abzweigenden Rücken flachen rasch auf unter 800 m ab, während das hufeisenförmige Massiv des Adlersbergs auch deutlich südwestlich des Rennsteigs merklich darüber bleibt. Im äußersten Süden liegt das Biosphärenreservat Vessertal.
Orts- (Schmiedefeld) und Bergnamen (Eisenberg) erinnern daran, dass diese Region einst zu nicht geringen Teilen vom Erzabbau gelebt hat.

#### Flüsse und Seen
Der Norden entwässert über die Lütsche (nebst Talsperre Lütsche), seinen Vorfluter Wilde Gera und die Zahme Gera hauptsächlich über die Gera zu Unstrut und Saale; der Freibach im Osten ist demgegenüber ein Quellbach der Ilm, die der Saale direkt zufließt.
Die Südwestflanke entwässert im Westen über die Lauter zur Hasel, in der Hauptsache jedoch über Erle (nebst Talsperre Erletor), Breitenbach, Vesser und Nahe in den Fächer der Schleuse – und je weiter in die Werra.

#### Berge

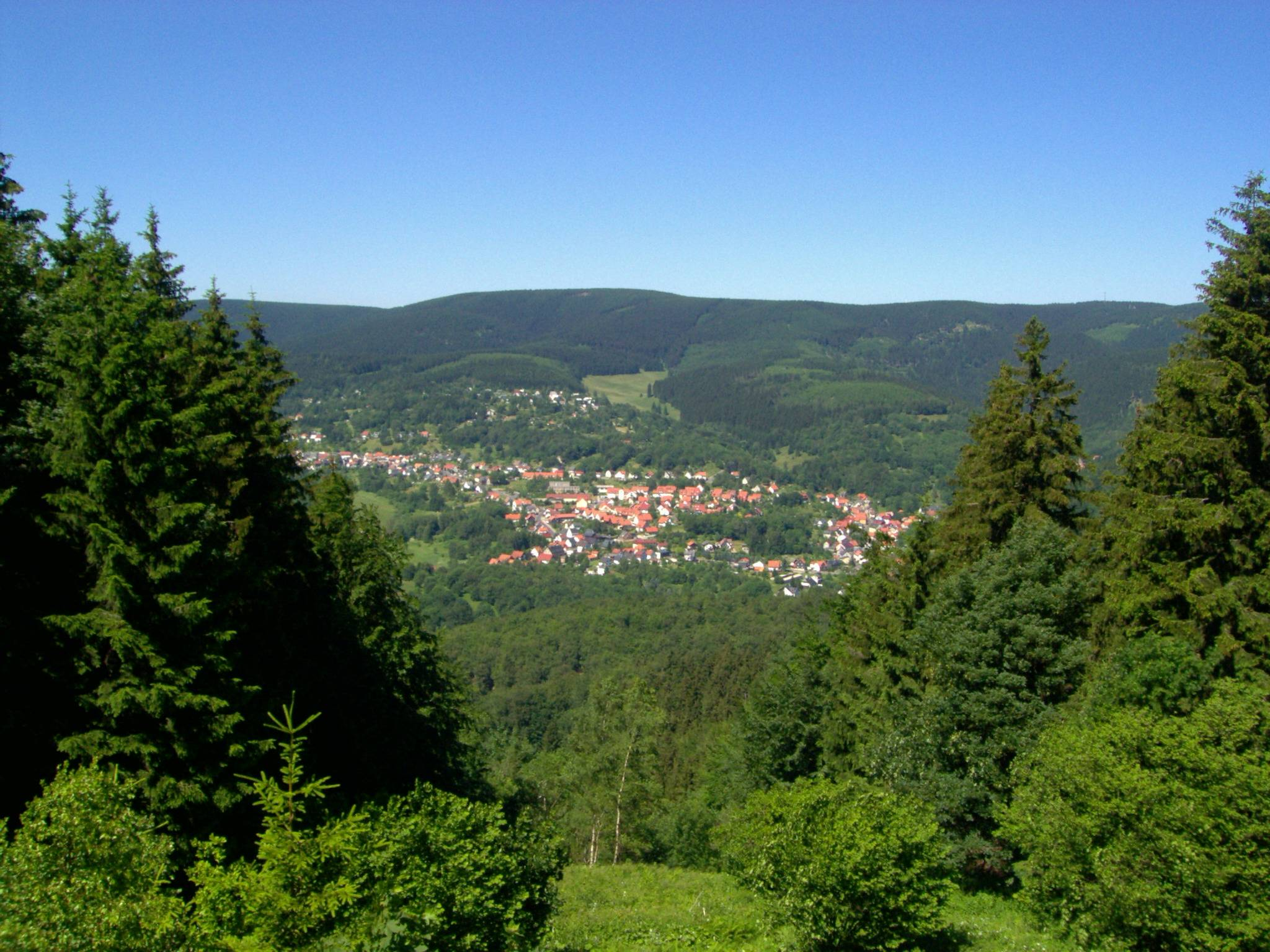
Der Große Beerberg hinter dem Goldlautertal

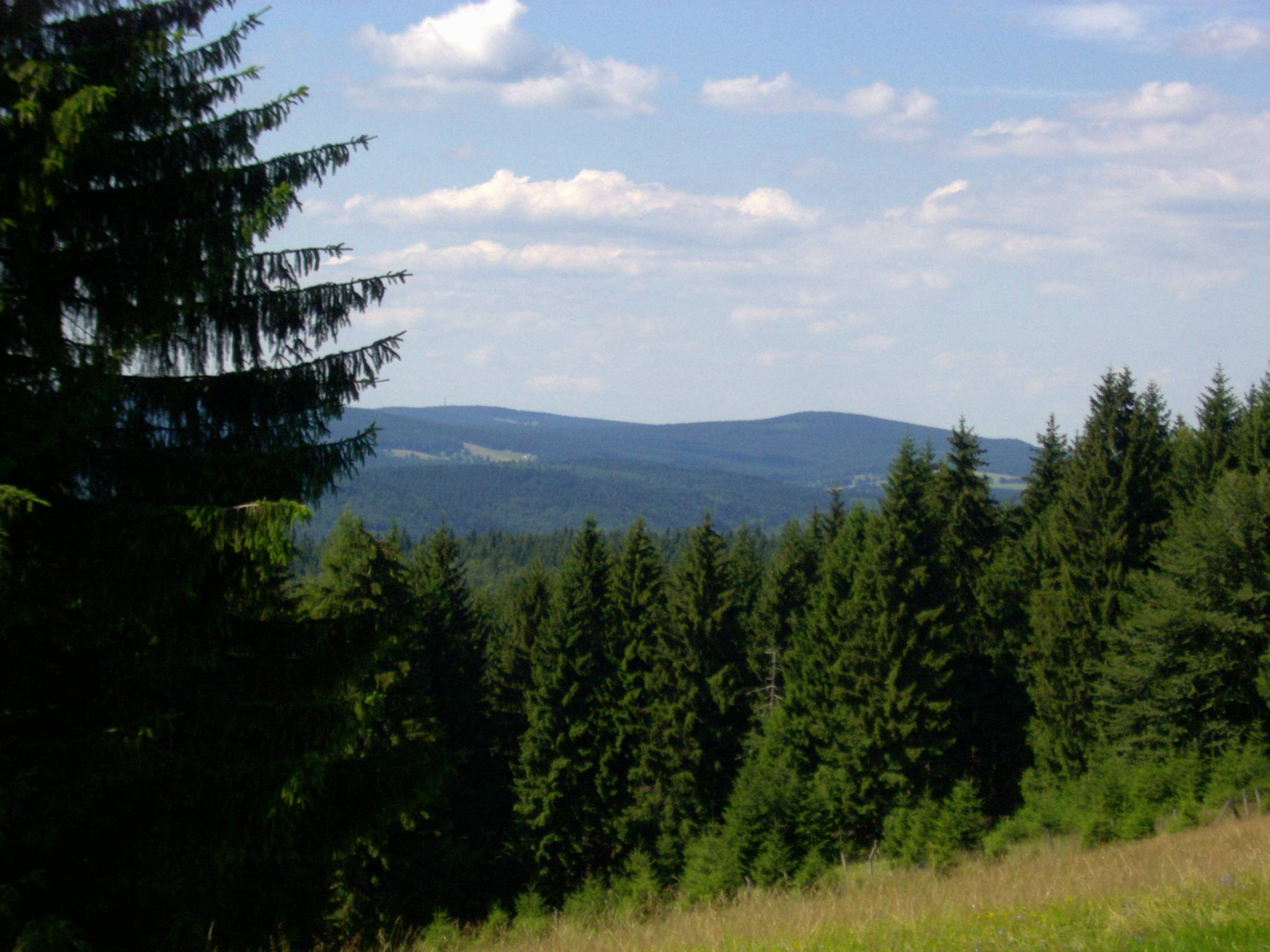
Schneekopf sowie Großer und Kleiner Finsterberg

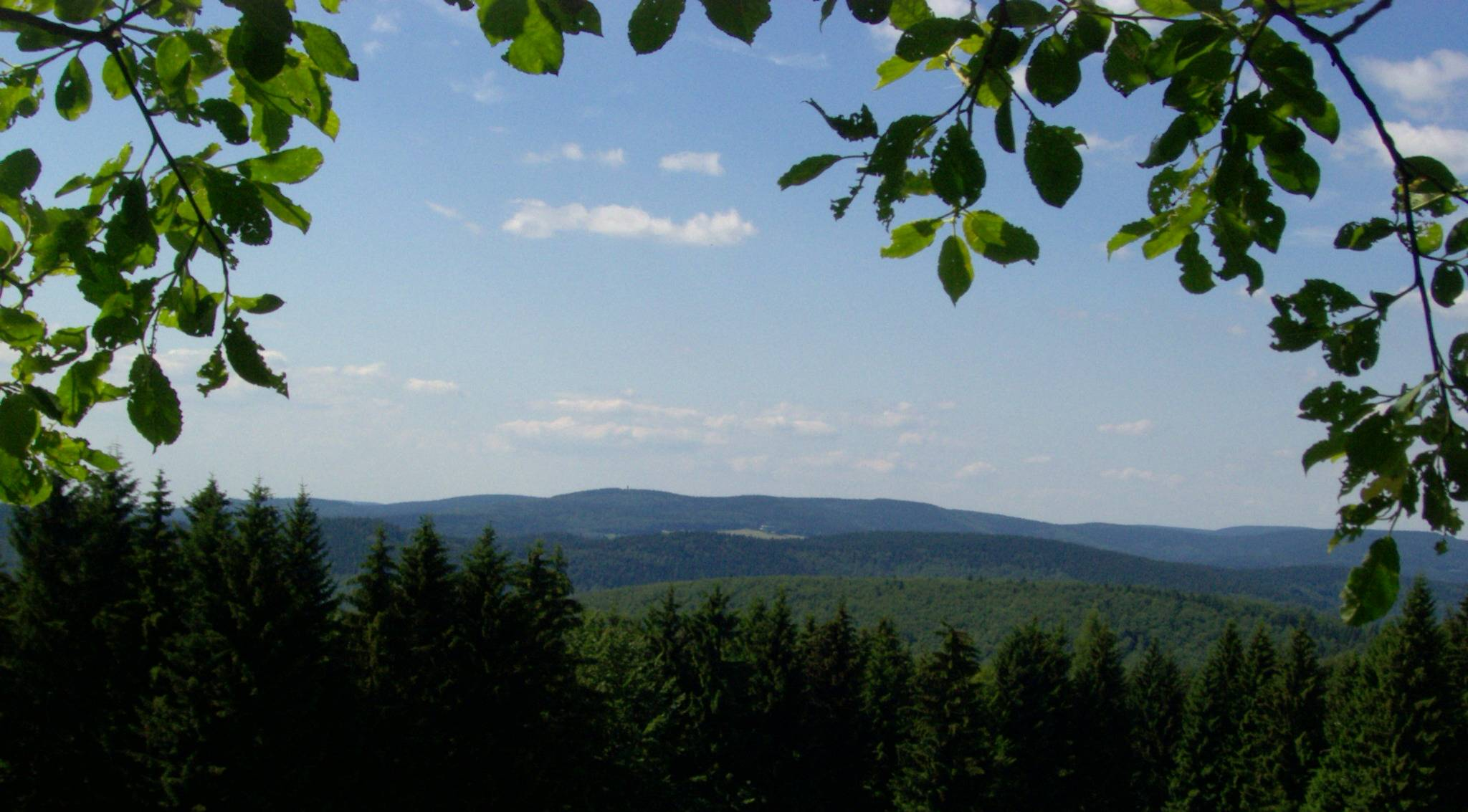
Adlersberg und Neuhäuser Hügel

- Großer Beerberg (983 m, Rennsteig nordöstlich Suhls)
  - Wildekopf (943 m, Westnordwestgipfel)
    - Sommerbachskopf (941 m, nördlich des Wildekopfs)
- Schneekopf (978 m, Rennsteig nordöstlich des Gr. Beerbergs) – Sendeanlage, Aussichtsturm
  - Teufelskreis (967 m, Südgipfel) – Berggasthof Schmücke an der Südostseite
  - Fichtenkopf (944 m, südlich des Teufelskreis)
  - Sachsenstein (915 m, südöstlich des Teufelskreis)
  - Goldlauterberg (874 m, südöstlich des Fichtenkopfs, Verbindungsgipfel zum Großen Finsterberg)
- Großer Finsterberg (944 m, Rennsteig nördlich Schmiedefelds) – Aussichtsturm
  - Kleiner Finsterberg (875 m, Nordostgipfel)
- Großer Eisenberg (907 m, Rennsteig nordwestlich Schmiedefelds)
  - Salzberg (866 m, Westgipfel)
- Adlersbergmassiv (bis 892 m, Nordwesten der Südwestseite östlich Suhls, zwischen Lauter und Vesser)
  - Neuhäuser Hügel (892 m, Osten)
  - Adlersberg (849 m, Südostgipfel) – Aussichtsturm, Gaststätte
  - Großer Erleshügel (839 m, Nordgipfel)
  - Ringberg (746 m, Nordwestausläufer) – Ringberghaus (Hotel)
  - Großer Dröhberg (730 m, Südwestgipfel)
- Spitzer Berg (881 m, Westen nördlich von Zella-Mehlis nah der B 247, knapp südlich des Rennsteigs)
- Brandleite (879 m, Rennsteignähe südlich Oberhofs) – Rennsteig- und Brandleitetunnel
  - Pfanntalskopf (868 m, Nordgipfel) – Rennsteiggarten Oberhof
- Rücken zwischen Ohra und Wilder Gera (bis 815 m, westliche Nordostseite)
  - Eckardtskopf (815 m, östlich Oberhofs)
  - Hohe Warte (776 m, nordöstlich Oberhofs, aber Gemarkung Frankenhains)
  - Siegelberg (734 m, Nordrand südwestlich von Crawinkel)
    - Kienberg (720 m, Nordwestausläufer südöstlich Luisenthals)
- Rücken zwischen Zahmer Gera und Ilm (bis 799 m, Osten der Nordseite)
  - Rumpelsberg (799 m, Norden nordwestlich Manebachs)
    - Hohe Warte (765 m, Nordostgipfel) – Aussichtsturm

  - Leimbühl (784 m, Nordosten südwestlich Manebachs)
    - Hirschkopf (772 m, Südostgipfel)

  - Hangeberg (702 m, äußerster Nordosten östlich des Rumpelsbergs)
    - Sturmheide (620 m), Ostgipfel im Westen Ilmenaus
- Rücken zwischen Vesser und Nahe (bis 748 m, äußerster Süd(ost)en der Südwestseite)
  - Hohe Buche (748 m, zentral)
  - Silbacher Kuppe (627 m, äußerster Süden)
- Rücken zwischen Wilder und Zahmer Gera (bis 703 m, Mitte der Nordostseite)
  - Bettelmannskopf (703 m, nördlich Gehlbergs)
  - Arlesberg (655 m, Nordrand westlich von Arlesberg)

### Frauenwald-Neustädter Thüringer Wald

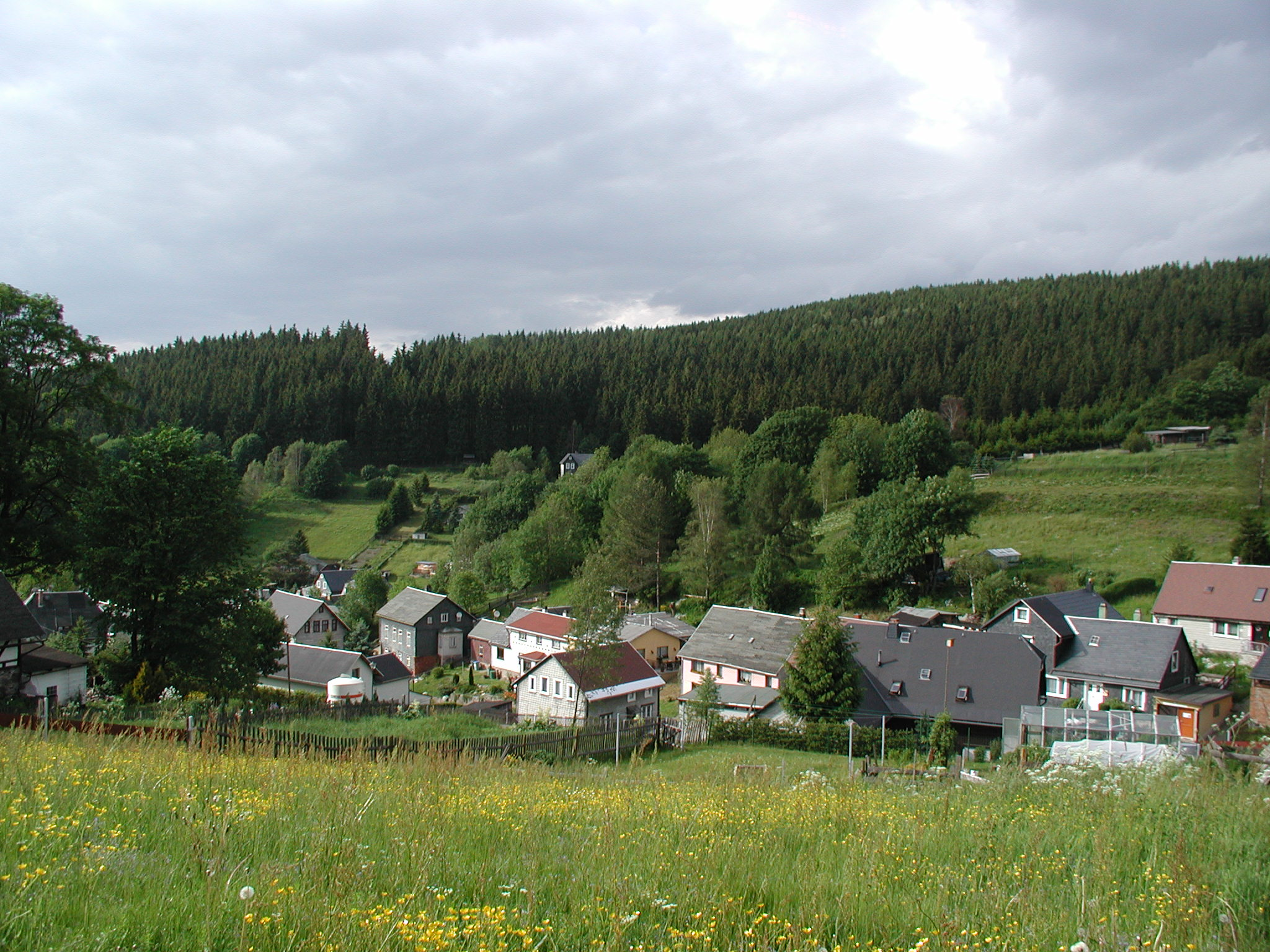
Ausblick auf die Auerhahnstraße in Stützerbach

Der südöstlichste Teil des Thüringer Waldes im engeren Sinne wird nach Nordwesten durch die B 4 (s. o.), nach Südosten durch die Nahtstelle zum Thüringer Schiefergebirge entlang der Flüsse Talwasser (mit Ilmsenbach) und Neubrunn/Schleuse begrenzt. Im Inneren liegen Frauenwald (knapp südlich des Rennsteigs) nebst Allzunah (am Rennsteig) im Westen und Neustadt am Rennsteig im Osten sowie Oehrenstock im Norden; Stützerbach reicht vom Westrand, knapp nördlich des Rennsteigs, aus hinein. Die wenigen den Abschnitt zerschneidenden Landstraßen folgen dem Rennsteig (Landesstraße Schmiedefeld-Neustadt), Bergrücken (Kreisstraße von Frauenwald nach Waldau am Südrand, Staudenkopf-Rücken) oder Bachtälern (Kreisstraße Stützerbach – Ilmenau – Gabelbach).
Der Hauptkamm längs des Rennsteigs erreicht an vielen Stellen 800 m und deutlich darüber, jedoch bleibt der höchste und mit Abstand bekannteste Berg der Kickelhahn (s. u.) an der (westlichen) Nordostflanke. Auffällig ist, dass, vom Kickelhahn abgesehen, alle nach Nordosten und Südwesten abzweigenden Rücken eine eindeutige Basis im Kammbereich haben und – vom schroffen Abfall an der Nahtstelle zu den Vorländern abgesehen – sehr gleichmäßig und gleichermaßen schwach nach außen an Höhe abnehmen. Dabei bleiben nach Südwesten gerichteten Rücken knapp unter der 800 m-Marke. Die trennenden Täler sind zuweilen klammartig, wie insbesondere die Gabeltäler südlich des Rennsteigs.

#### Flüsse und Seen

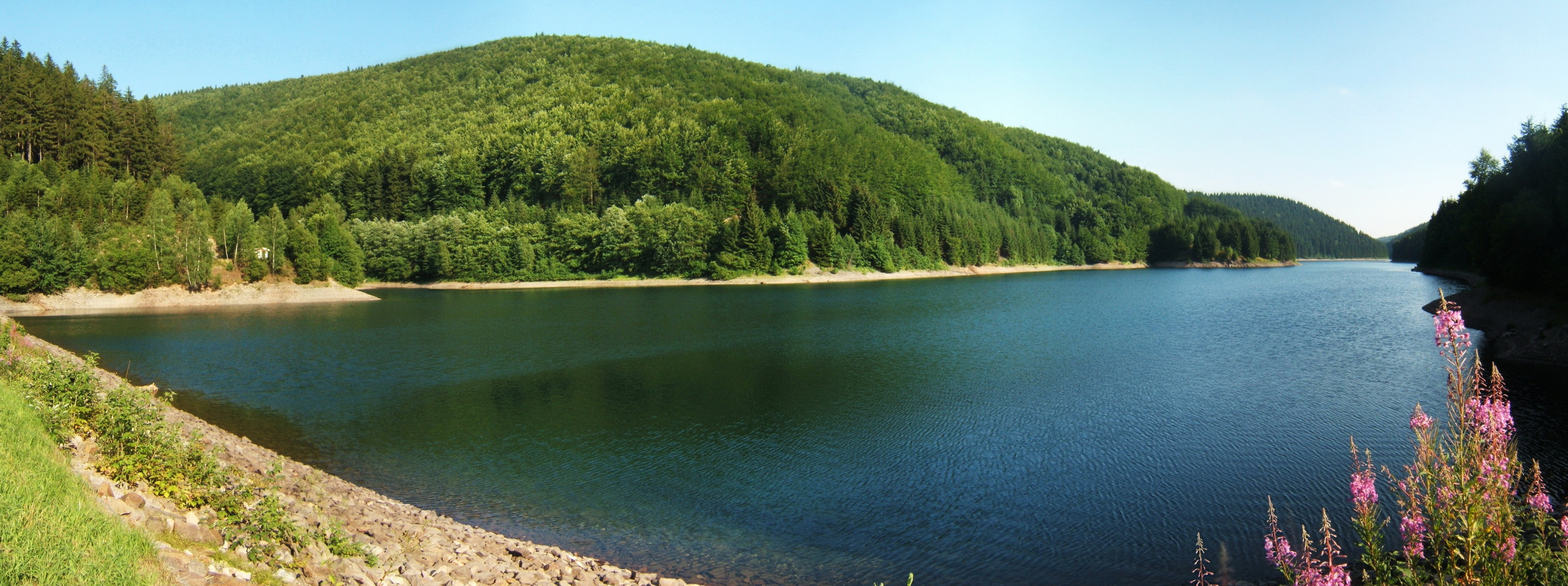
Die Talsperre Schönbrunn

Der Nordosten entwässert über den Fächer der Ilm (Lengwitz, Gabelbach, Schorte, Schobse und Wohlrose nebst linken Nebenflüssen des Talwassers) zur Saale, der Südwesten über Nahe, Trenkbach, Schleuse, Gabel, Tanne und rechte Nebenflüsse der Neubrunn aus dem Fächer der Schleuse zur Werra.
Dabei werden Schleuse, Gabel und Tanne an der Talsperre Schönbrunn zu einem der nur drei großen Stauseen des Thüringer Waldes (im engeren Sinne) aufgestaut.

#### Berge

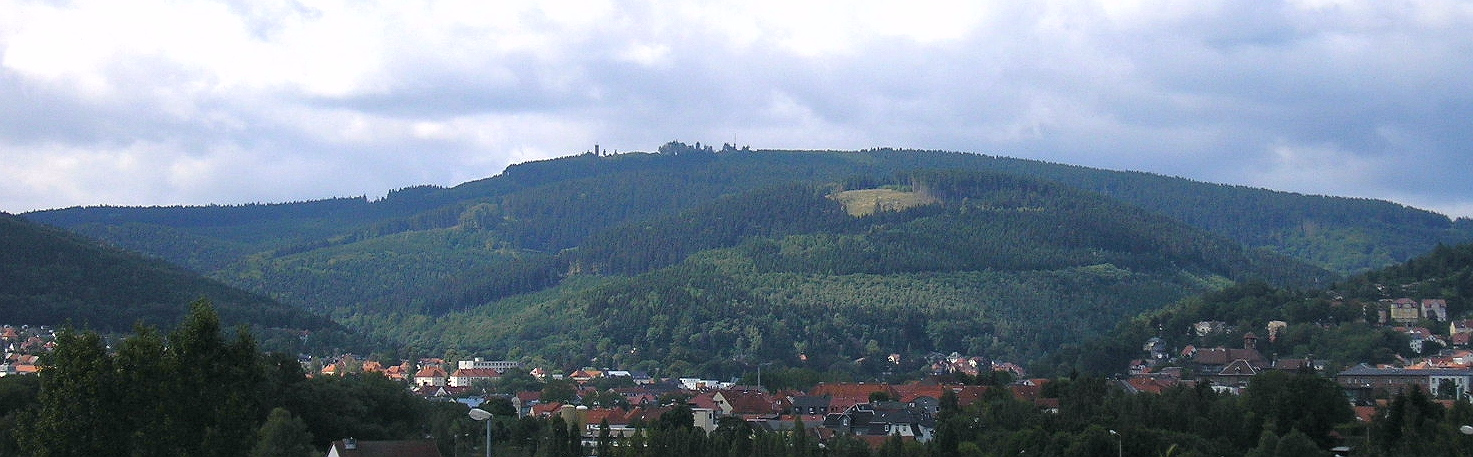
Der Kickelhahn

- Kickelhahn (861 m, zwischen Ilm und Schorte im Westen der Nordostseite) – Stadtberg Ilmenaus, Aussichtsturm
  - Lindenberg (749 m, östlich des Kickelhahn, durch das Gabelbachtal getrennt)
    - Floßberg (638 m, Nordostgipfel)
- Großer Dreiherrnstein (838 m, nordwestlich zentraler Hauptkamm) – südöstlich des namensgebenden Grenzsteins
  - Rücken zwischen Schobse und Wohlrose (bis 818 m, östliche Mitte der Nordostseite)
    - Fürstenberg (818 m, nordöstlich des Dreiherrnstein)
    - Hinterer Brandkopf (721 m, Nordostgipfel südwestlich Gehrens)

  - Rücken zwischen Schorte und Schobse (bis 805 m, nordwestliche Mitte der Nordostseite)
    - Pferdeberg (805 m, Norden östlich Stützerbachs)
    - Kienberg (774 m, Nordosten südwestlich Oehrenstocks)
      - Großer Tragberg (588 m, Nordostausläufer)
      - Tragberg (534 m, Nordausläufer in Ilmenau)

  - Arolsberg-Rücken (779 m, zwischen Schleuse und Gabel, nordwestlich der Mitte der Südwestseite)
    - Hinterer Arolsberg (779 m, nordwestlich Frauenwalds im Norden des Rückens)
    - Vorderer Arolsberg (718 m, Talsperre Schönbrunn (Vorsperre Schleusegrund) im äußersten Süden des Rückens)

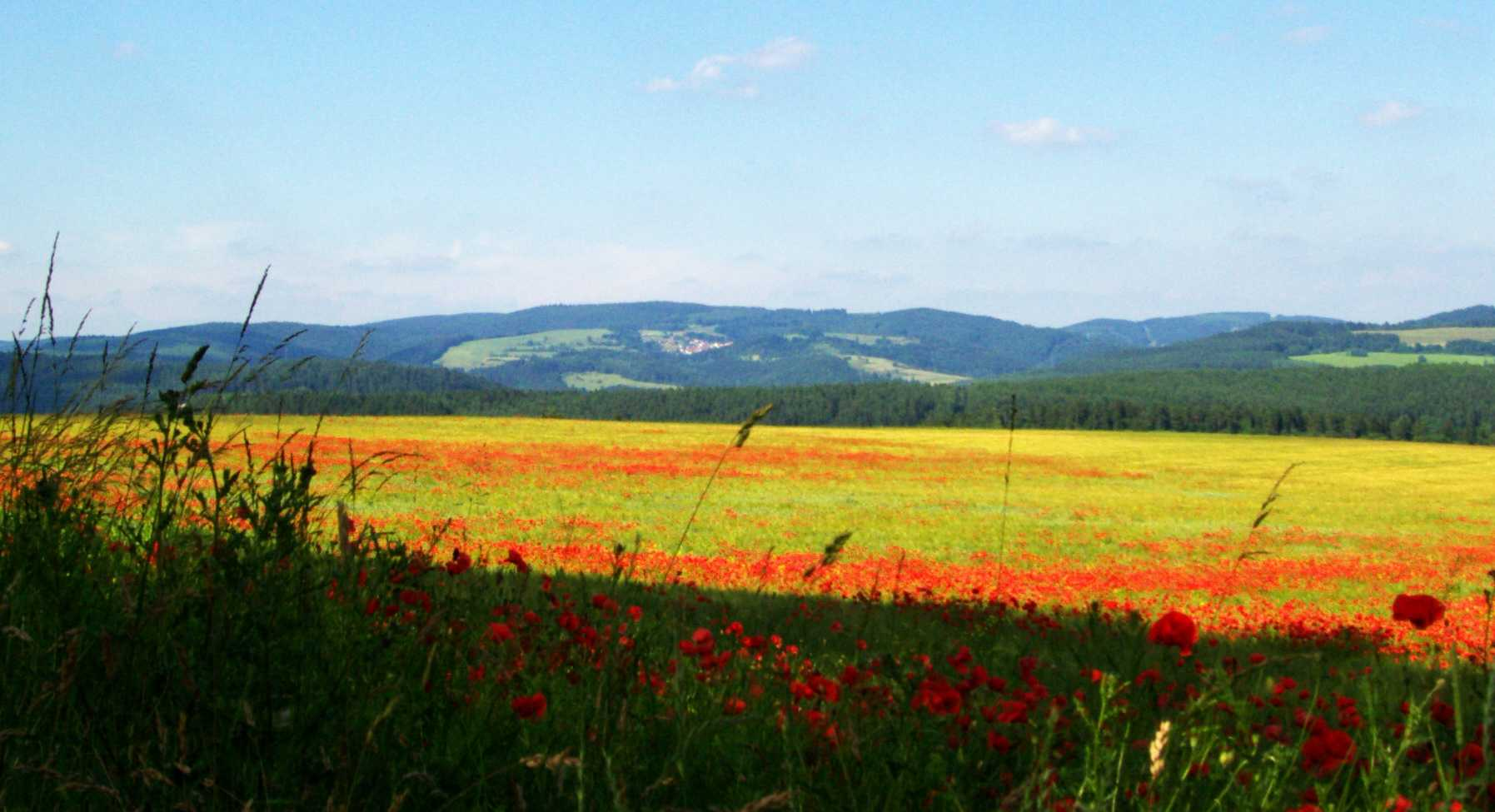
Der Kalte Staudenkopf vom südwestlichen Vorland aus

- Großer Hundskopf (824 m, Rennsteig nordöstlich Allzunahs und nordwestlich des Dreiherrnsteins)
  - Staudenkopf-Rücken (bis 784 m, südlich abzweigend an der Südwestseite, zwischen Nahe und Trenkbach im Westen der Südwestseite)
    - Schmiedswiesenkopf (784 m, Mittelgipfel)
    - Kalter Staudenkopf (768 m, Südgipfel) – Sendeanlage
    - Großer Riesenhaupt (764 m, Nordgipfel) – Sprungschanzenhaus in Frauenwald

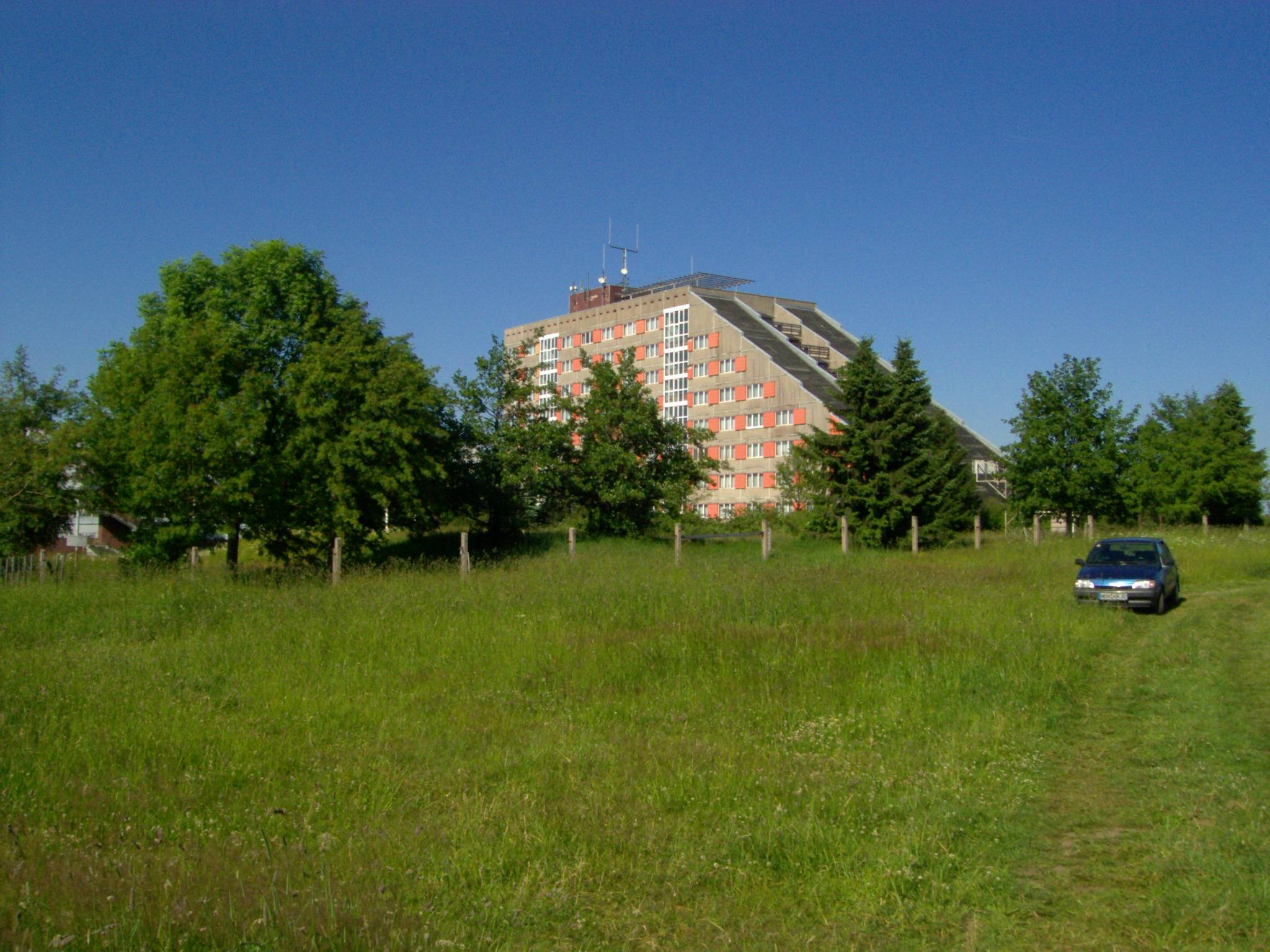
Sprungschanzenhaus in Frauenwald

  - Rennwegkopf (751 m, zwischen Schleuse und Trenkbach unmittelbar östlich des (nördlichen) Staudenkopf-Rückens)
- Reischelberg (821 m, knapp nordöstlich des Rennsteigs, nordöstlich von Neustadt)
  - Haube (811 m, knapp östlich des Rennsteigs und südöstlich Neustadts)
  - Kohlhieb (790 m, Rennsteig südwestlich der Haube)
    - Schwefelkopf (774 m, zwischen Schleuse und Neubrunn im äußersten Südosten der Südwestseite; ostsüdöstlich der Talsperre Schönbrunn)
      - Sommerberg (756 m, Südwestgipfel des Schwefelkopfes, südöstlich der Talsperre Schönbrunn)

  - Silberberg (771 m, Südosten der Nordostseite zwischen Wohlrose und Talwasser, nördlich des Reischelbergs)
- Großer Burgberg (817 m, südöstlich zentraler Rennsteig südöstlich des Dreiherrnstein)
  - Schmalegrundskopf (765 m, zwischen Gabel/Schleuse und Tanne südöstlich der Mitte der Südwestseite)
    - Hohenofenkopf (737 m, Südgipfel, Talsperre Schönbrunn)

### Geologische Ex- und Enklaven
Die naturräumlichen Grenzen zwischen dem Thüringer Wald und dem Thüringer Schiefergebirge weichen nah der Nahtstelle zum Teil von den lokalen geologischen Gegebenheiten ab.

#### Masserberger und Crocker Scholle
Jenseits von Schleuse und Neubrunn nebst begleitender Randstörung ziehen sich im Landkreis Hildburghausen die für den Thüringer Wald charakteristischen Gesteine des Rotliegend halbinselartig nach Südosten ins Thüringer Schiefergebirge.
Südöstlich der Neubrunn tut dieses die Masserberger Scholle mit dem Fehrenberg (835,1 m) (nebst Ersteberg), dem Ort Masserberg und dem Eselsberg (841,5 m). Auch der Sommerberg (800,5 m) östlich Fehrenbachs mit der Werra-Quelle liegt in der Formation, nicht mehr jedoch der sich südlich anschließende Zeupelsberg (759,9 m).
Weiter südlich und südöstlich jenseits der Schleuse liegt die Crocker Scholle, die sich vom Simmersberg-Südwestausläufer Hohe Warth (718,1 m) über den Wachberg (621,3 m) bei Merbelsrod, den Priemäusel (624,6 m) und Oberwind bis vor Crock zieht. Unmittelbar an der Südwestflanke des Grendel-Massivs liegen auch die Berge Unterer Hammersberg (653,6 m) westlich und Klingeberg südwestlich Waffenrods je etwa zur Hälfte auf der Scholle.

#### Schleuse-Horst und Vesser-Komplex
Umgekehrt liegt das obere Schleusetal von der Talsperre Schönbrunn bis Schönau komplett in Gesteinen des Schiefergebirges. Dieser sogenannte Schleuse-Horst umfasst auch den Schwefelkopf-Südwestausläufer Hoher Hügel (731,2 m) und, inselartig deutlich nördlich der Talsperre, den Großen Dreiherrnstein (838,2 m) am Rennsteig sowie seine Ausläufer Bühlsroder Kopf (812,2 m, SO) und Hinterer Arolsberg (838,2 m, SW), ferner den Kleinen Burgberg (758,6 m).
Komplett inselartig in die Rotliegend-Gesteine eingebettet liegt die Schiefergebirgsinsel von Schmiedefeld–Vesser, geologisch auch als Vesser-Komplex bezeichnet, bei und östlich von Vesser. In ihm liegen alle Berge zwischen der Vesser im Westen und der Nahe im Osten von nördlich der Hohen Buche bis vor Schmiedefeld am Rennsteig, darunter u. a. der Volkmarskopf (726 m) und der Hückel (746,5 m).

## Geologie

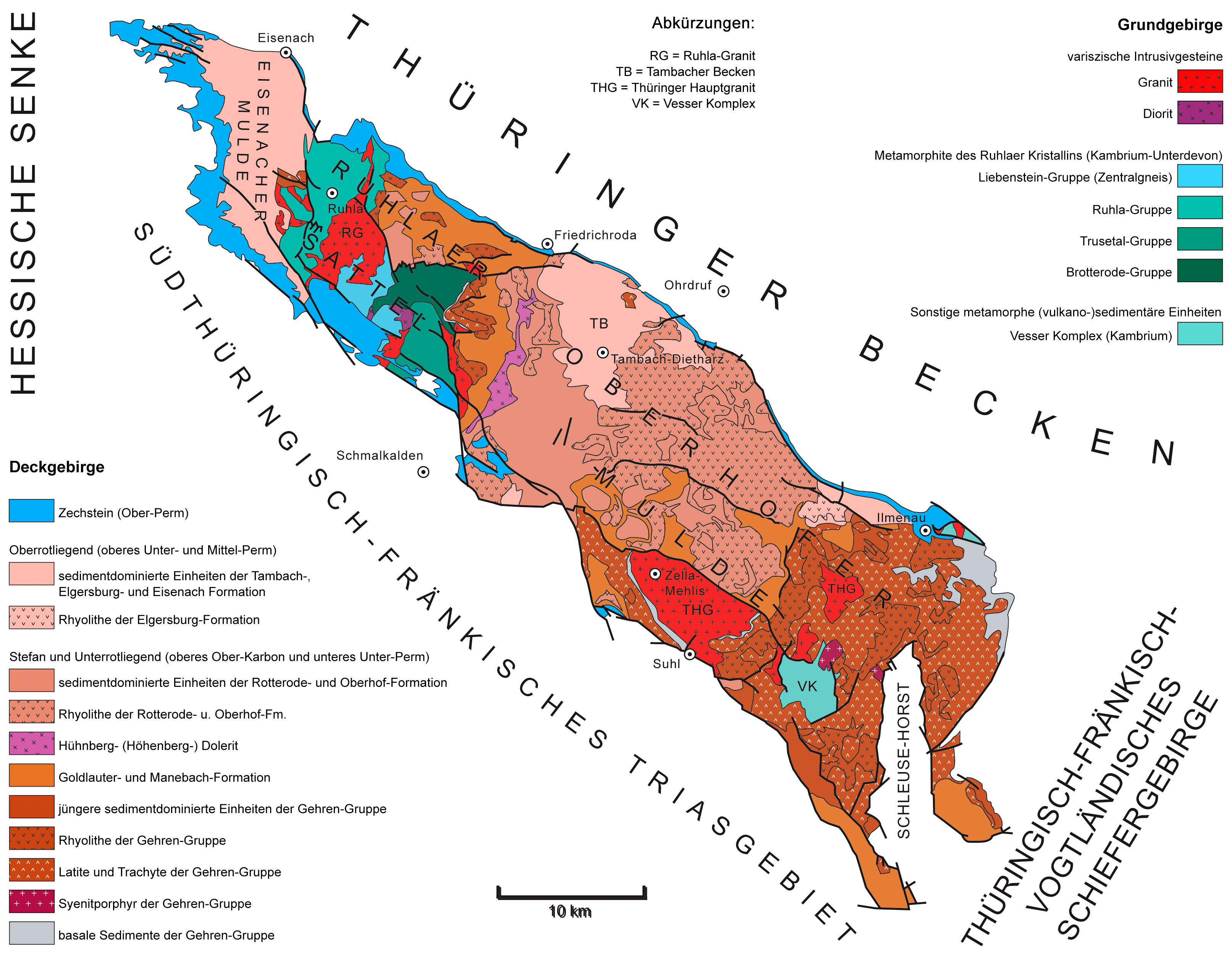
Geologische Karte des Thüringer Waldes

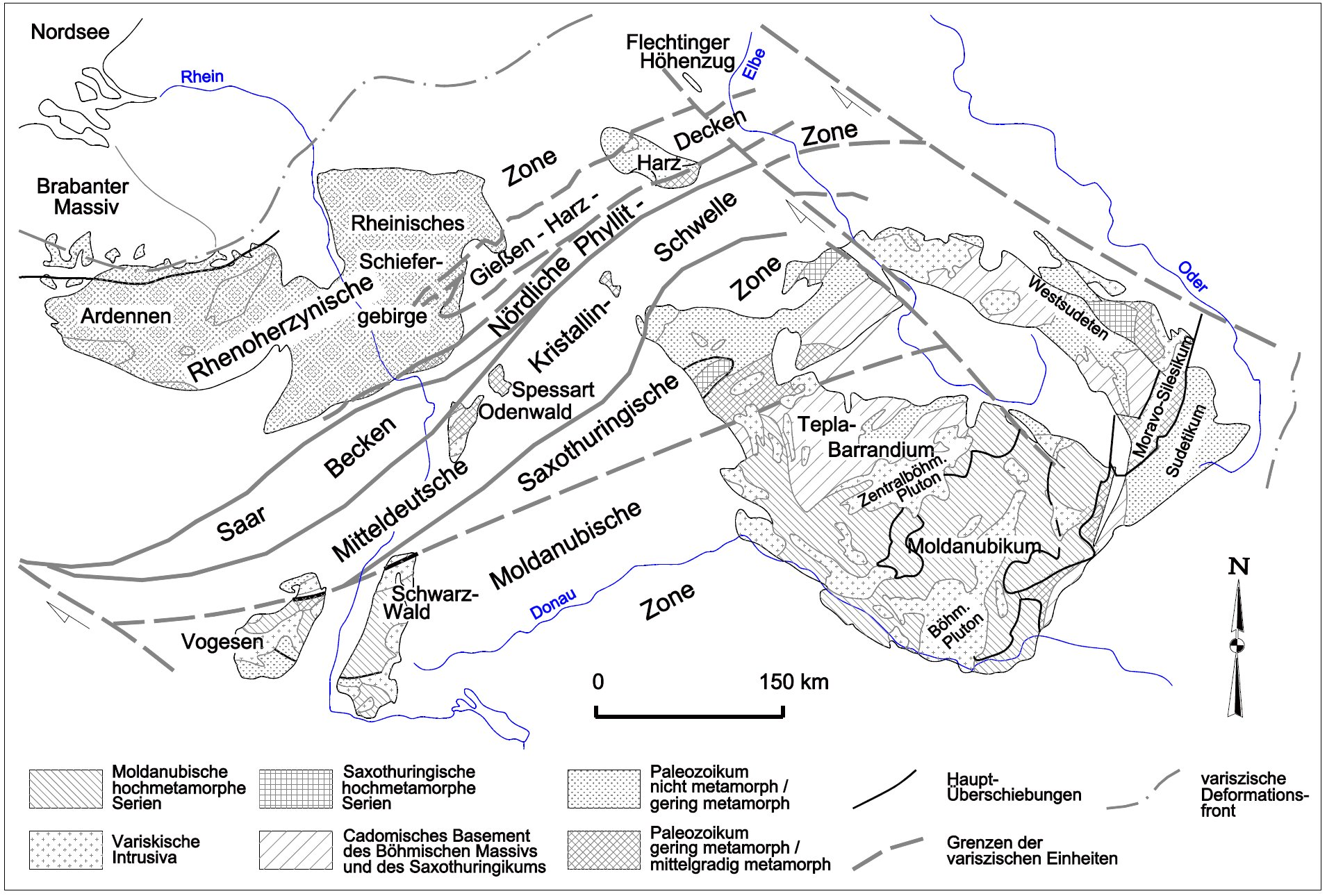
Gliederung der Varisziden in Mitteleuropa. Das Ruhlaer Kristallin bildet den winzigen Ausbiss innerhalb der Mitteldeutschen Kristallinzone nordöstlich von Odenwald und Spessart.

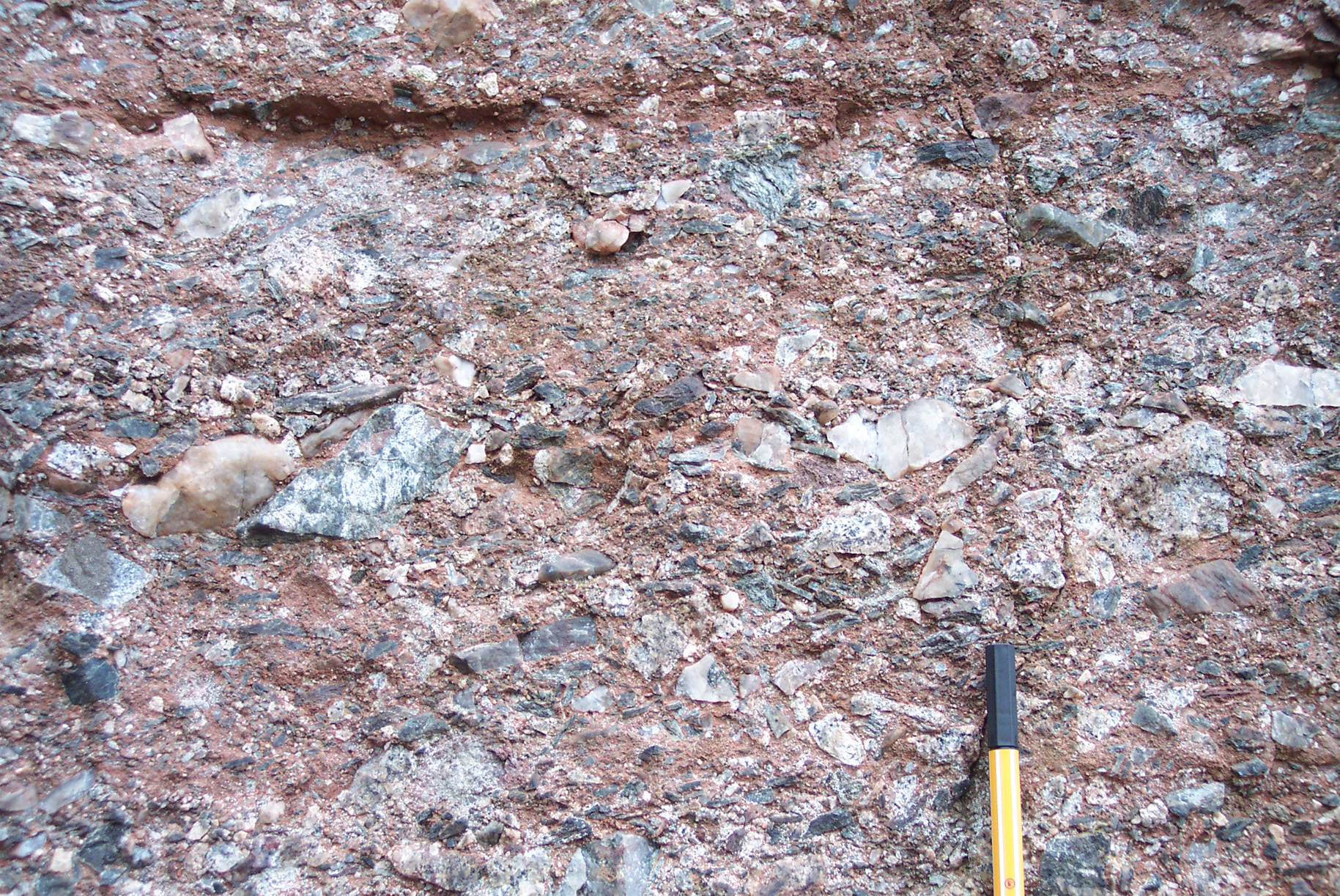
Typisches Konglomerat der Eisenach-Formation. Eisenach, nordwestlich unterhalb der Wartburg.

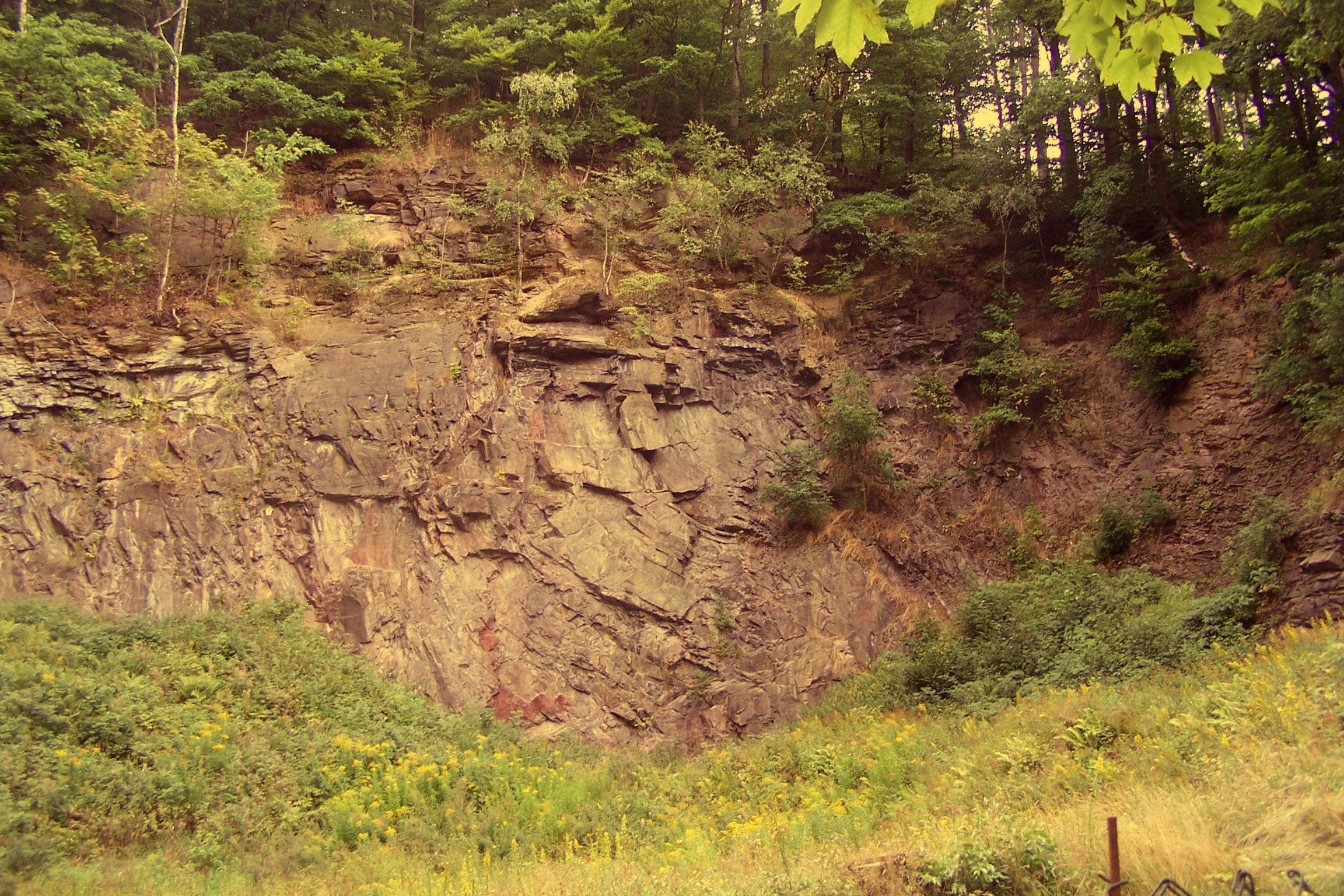
Auflässiger Steinbruch am ehemaligen Bahnhof von Ruhla. Der Aufschluss besteht aus einem Amphibolitkörper und Glimmerschiefer, wobei es sich um das metamorphe Pendant zu einer Assoziation aus Basalt und Tonschiefern handelt.

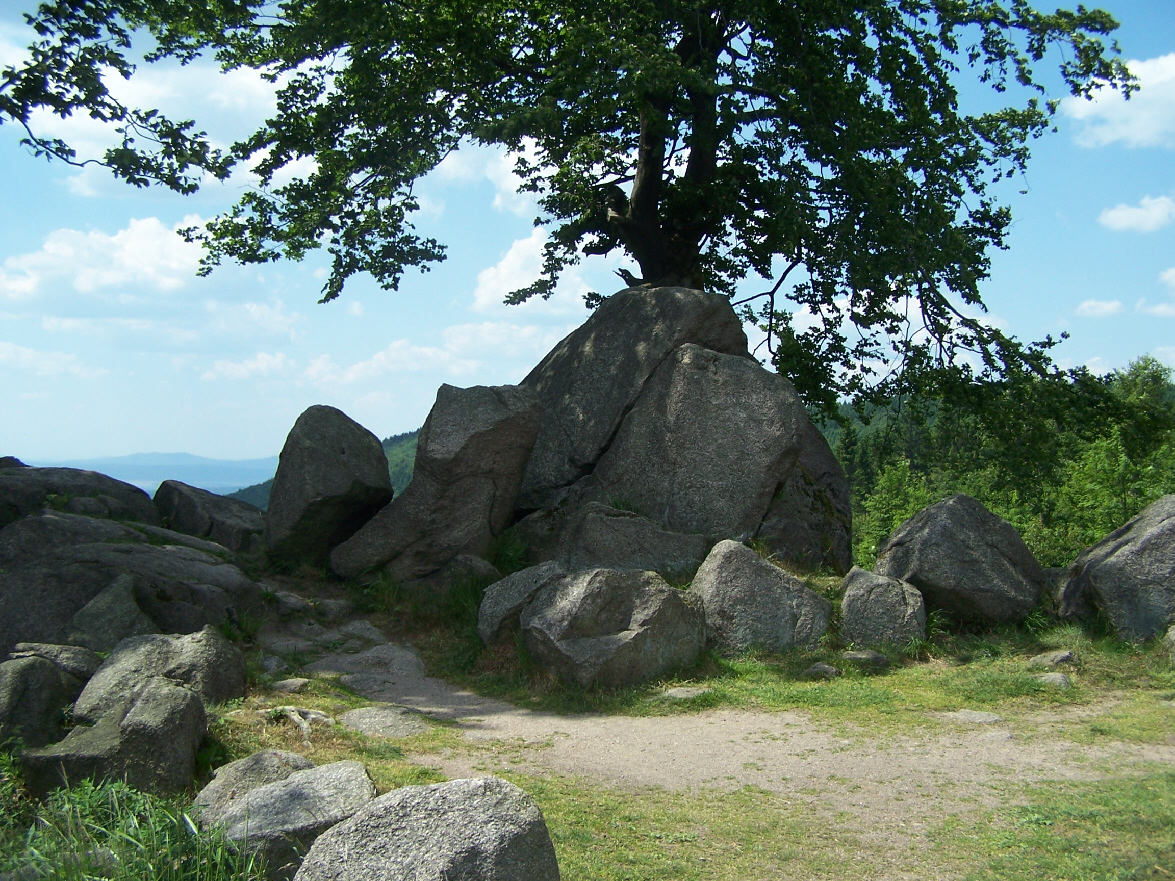
Aufschluss des Ruhla-Granits auf dem Gipfel des Glöckners.

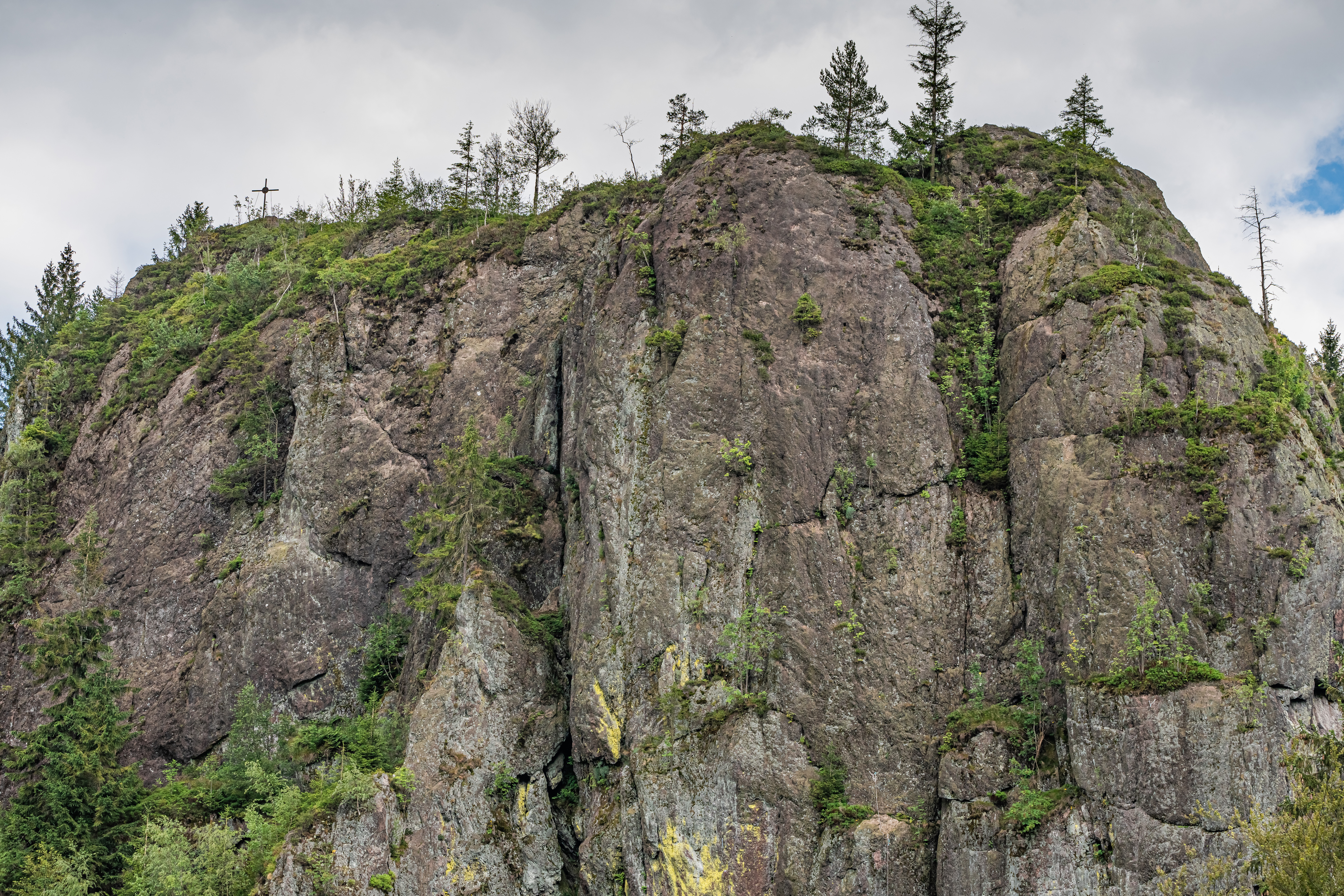
Der Falkenstein südöstlich von Tambach-Dietharz besteht aus Vulkaniten der Oberhof-Formation.

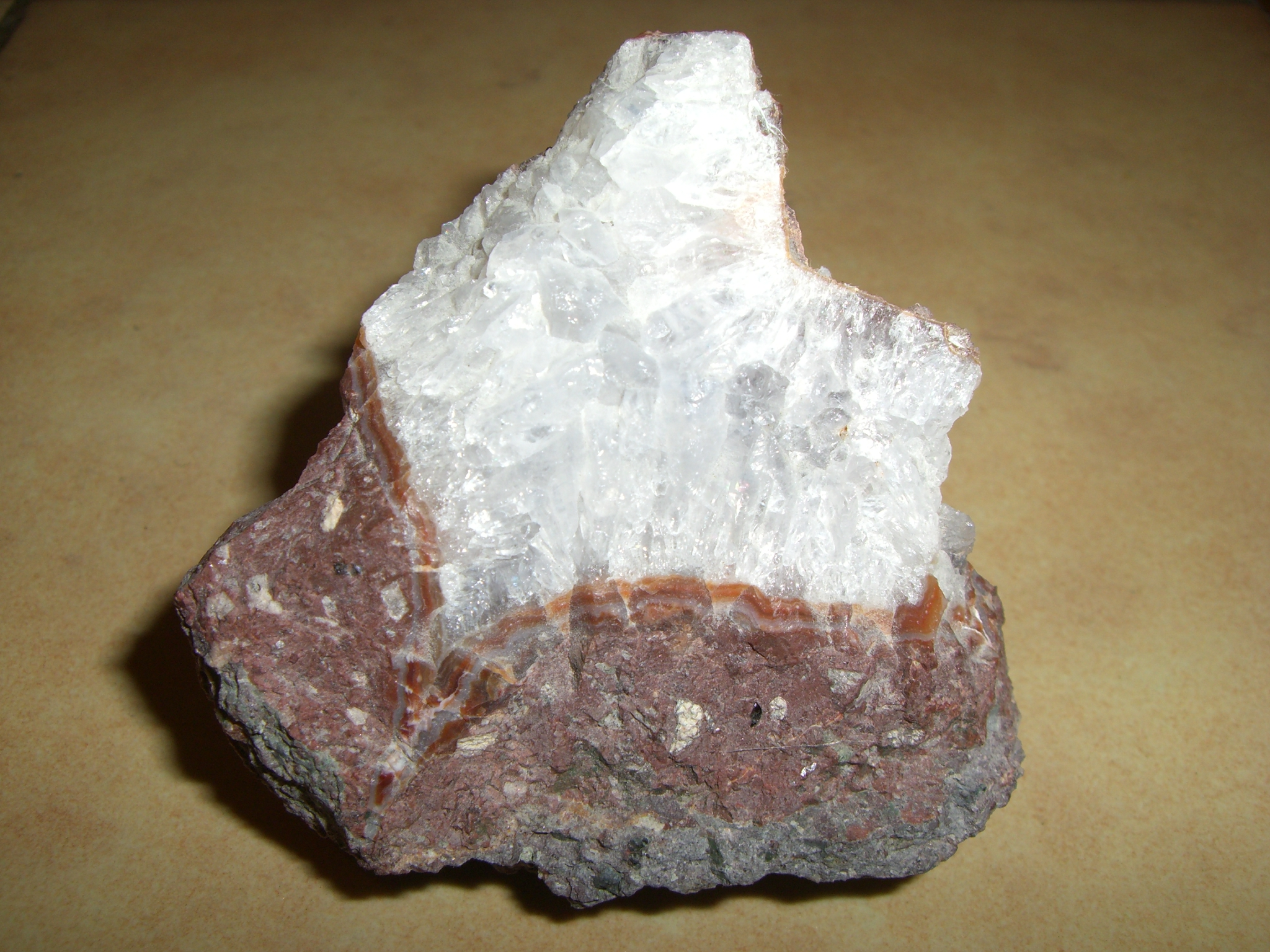
Bruchstück einer „Schneekopfkugel“ mit Bergkristall und Achat (schmale gebänderte Zone am Übergang von Nebengestein zu Bergkristall), Oberhof.

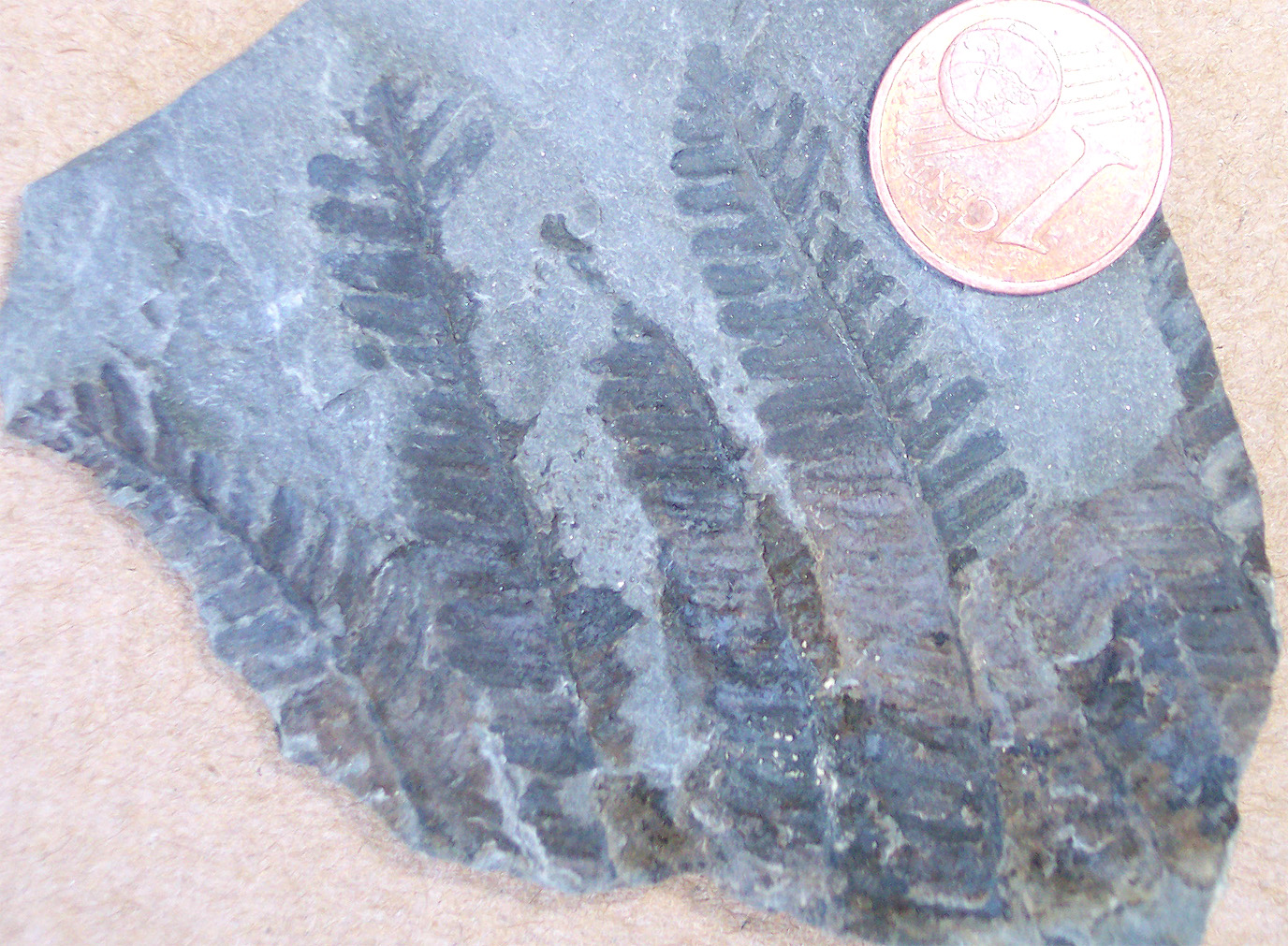
Teil eines Baumfarnwedels der Formengattung Pecopteris in Siltstein der Manebach-Formation. Manebach bei Ilmenau.

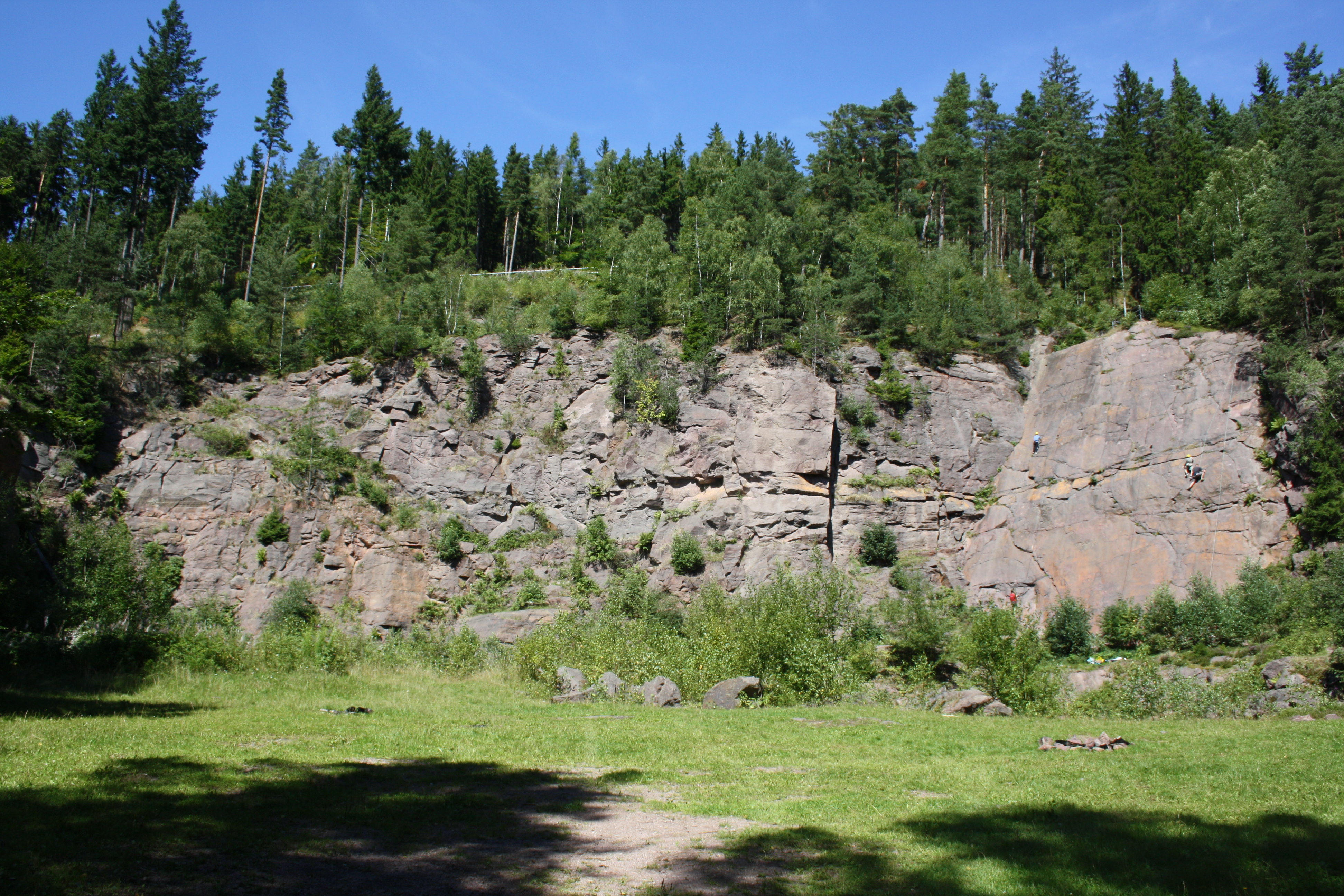
Aufschluss der Ilmenau-Formation im Ratssteinbruch westlich von Ilmenau.

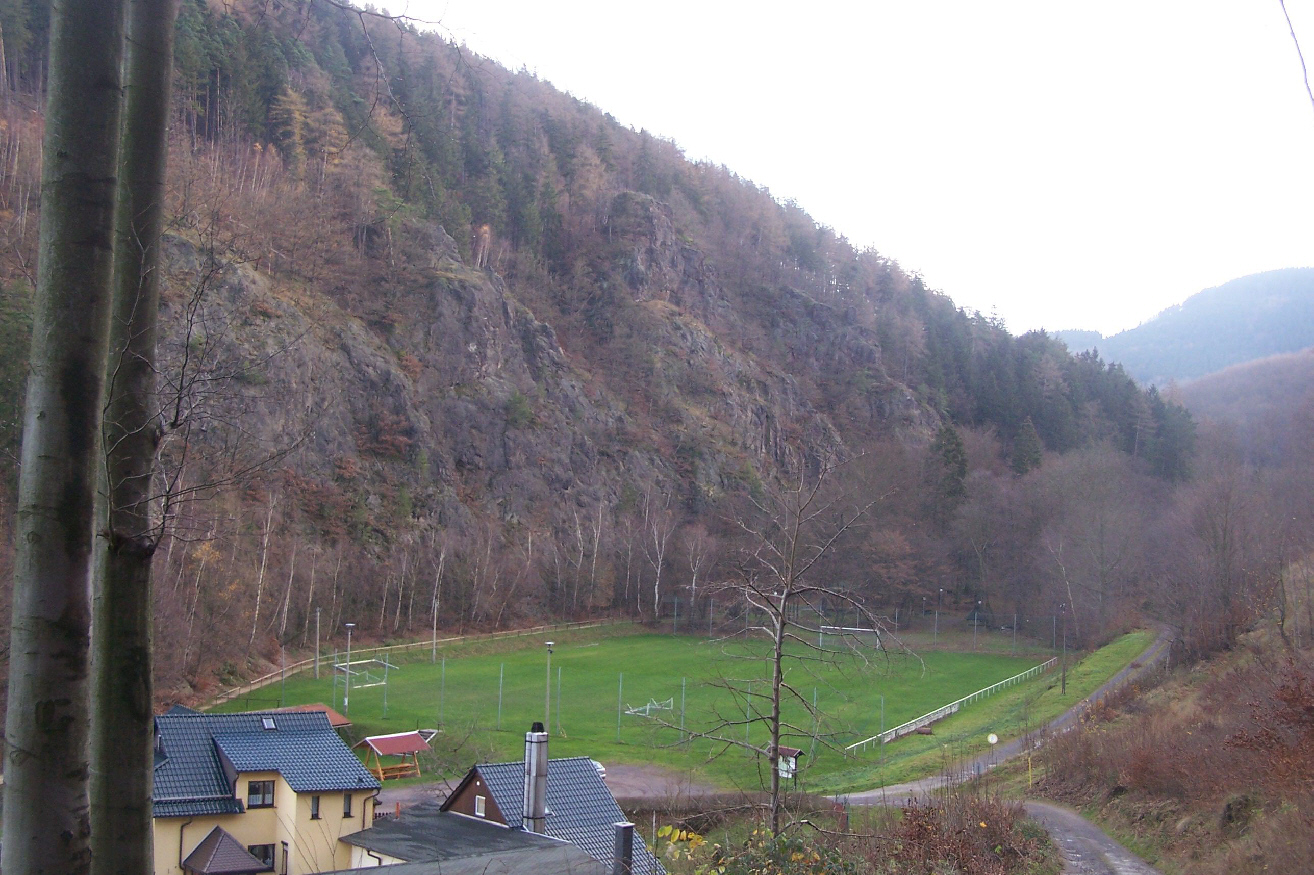
Der Treppenstein, die Südwand des Hopfenbergs östlich von Emsetal-Winterstein, ist ein natürlicher Großaufschluss der Ilmenau-Formation. Der Hopfenberg ist eine herausgehobene Kleinscholle, die von der geologisch jüngeren Goldlauter-Formation umgeben ist.

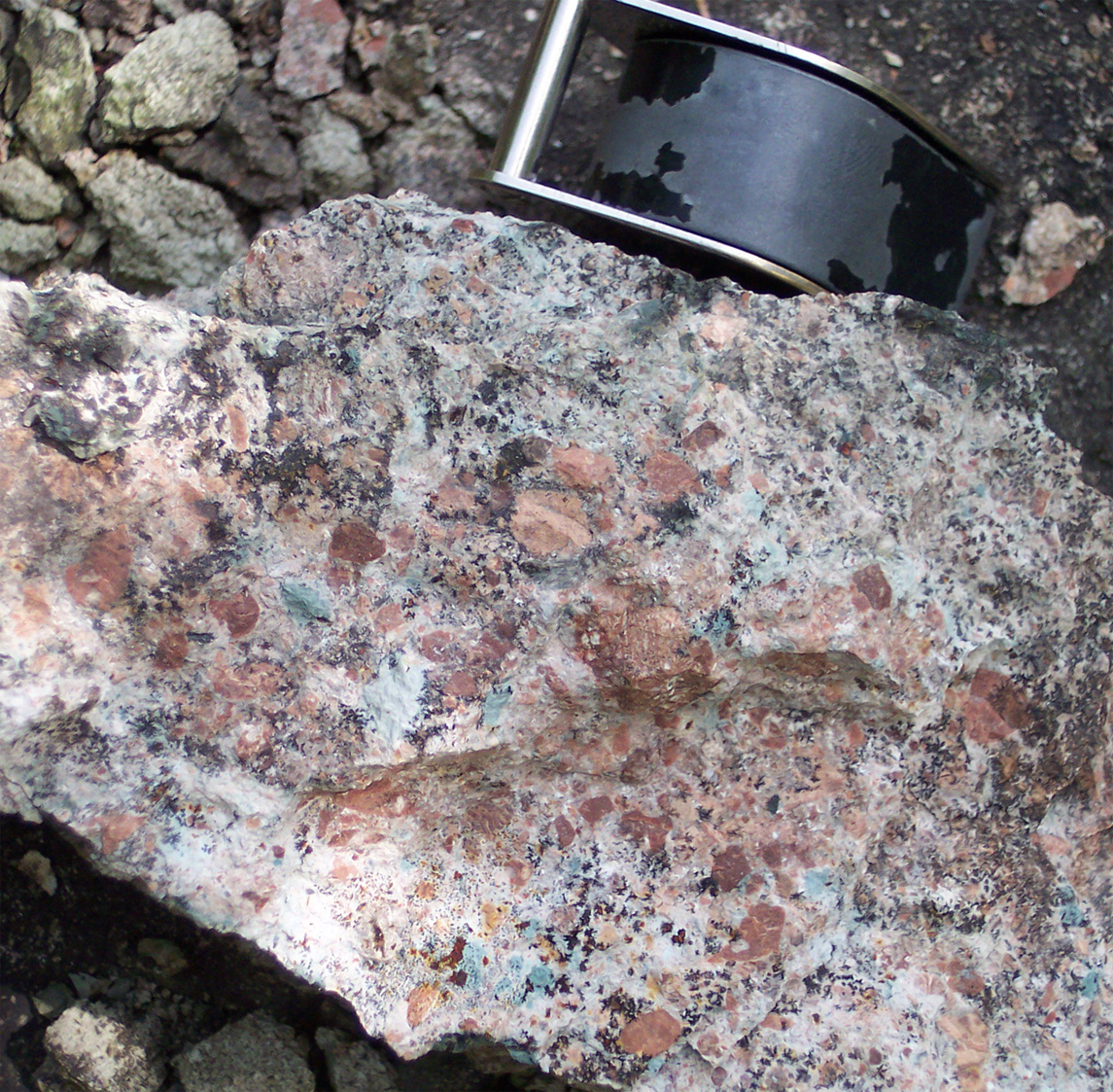
Latitisches Gestein der Möhrenbach-Formation mit Einsprenglingen aus Kalifeldspat. Steinbruch bei Möhrenbach.

Dieser Abschnitt behandelt ausschließlich den Thüringer Wald im engeren Sinn, ohne das Hohe Thüringer Schiefergebirge.

### Überblick
Der Thüringer Wald ist eine nordwest-südost orientierte Leistenscholle, die entlang von Störungen an ihrem Nordost- und Südwestrand horstartig aus dem Untergrund herausgehoben wurde. Diese Hebung, bei der es sich um eine Fernwirkung der Alpenentstehung (saxonische Tektonik) handelte, begann in der Oberkreide und endete im jüngeren Tertiär, und erstreckte sich somit über einen Zeitraum von etwa 40 Millionen Jahren.
Der Thüringer Wald ist von drei Seiten von Gebieten umgeben, die von triassischen Gesteinen geprägt sind: im Nordosten das Thüringer Becken, im Westen die Hessische Senke und im Südwesten das Südthüringisch-Fränkische Triasgebiet, welches zum Süddeutschen Schichtstufenland gehört. Im Osten schließt sich das Variszikum des Thüringisch-Fränkisch-Vogtländischen Schiefergebirges an.
Die Thüringer-Wald-Scholle gliedert sich von Nordwesten nach Südosten in drei Teilbereiche: die Eisenacher Mulde, den Ruhlaer Sattel und die Oberhofer Mulde. Am Südostrand der Oberhofer Mulde schließt sich, durch Störungen abgetrennt, der Schwarzburger Sattel an. Im Gegensatz zu den Mulden und Sätteln des östlich benachbarten Schiefergebirges, bei denen es sich einzig und allein um tektonische Strukturen ohne direkten Bezug zum Relief handelt, repräsentieren die Mulden und der Sattel des Thüringer Waldes tatsächlich ein ehemaliges Hochgebiet und zwei Senkungsgebiete. Ein damit in Zusammenhang stehender und zugleich weiterer wesentlicher Unterschied zwischen Thüringer Wald und dem Schiefergebirge östlich davon ist, dass im Schiefergebirge überwiegend variszisch gefaltete Gesteine des älteren Paläozoikums (das sogenannte variszische Grundgebirge) aufgeschlossen sind, während im Thüringer Wald überwiegend die ältesten ungefalteten Deckschichten (Rotliegend, auch als Permosilesium bezeichnet) dieses Grundgebirges zutage treten.
Eine Gemeinsamkeit von Thüringer Wald und dem östlich benachbarten Schiefergebirge aber auch anderer saxonisch herausgehobener Mittelgebirge in Mitteleuropa besteht darin, dass ihre Ränder von Ablagerungen des Zechsteins (oberstes Perm) gesäumt sind. Die Zechsteinablagerungen enthalten u. a. Bryozoen-Riffe. Am Nordwestrand des Thüringer Waldes, wo der Zechsteinsaum besonders breit ist, befindet sich eines der größten Zechstein-Riffe Deutschlands. Auf ihm befindet sich der Landschaftspark und das Schloss Altenstein.

### Eisenacher Mulde
Die Eisenacher Mulde ist der saxonisch herausgehobene Teil eines viel größeren unterpermischen Senkungsgebietes, des Werra-Beckens, das wiederum eine Teilsenke des Saar-Unstrut-Senkengebietes war. Die Eisenacher Mulde ist gefüllt mit Varisziden-Molasse, die hier die Bezeichnung Eisenach-Formation trägt. Diese besteht überwiegend aus monotonen Abfolgen roter Konglomerate, die einen proximalen alluvialen Fächer repräsentieren und, vom Ruhlaer Sattel aus, in Form von Schuttströmen angeliefert wurden. Die Eisenach-Formation wird ins Oberrotliegend gestellt und gehört damit zu den jüngsten Gesteinseinheiten im Thüringer Wald.
Das Fehlen vulkanischer Gesteine zeigt, dass das Werra-Becken zur Ablagerungszeit der Eisenach-Formation ein weitgehend konsolidierter Ablagerungsraum war, d. h. dort fanden keine wesentlichen tektonischen Aktivitäten statt.

### Ruhlaer Sattel
Im Ruhlaer Sattel ist das variszisch gefaltete Grundgebirge des Thüringer Waldes freigelegt, das hier als Ruhlaer Kristallin bezeichnet wird. In der Gliederung der europäischen Varisziden nach Kossmat, wird dieser Teil des Grundgebirges der Mitteldeutschen Kristallinzone zugerechnet, der u. a. auch der Odenwald und der Spessart angehören.
Das Ruhlaer Kristallin gliedert sich in fünf Haupteinheiten:
- Ruhla-Granit
- Liebenstein-Gruppe oder auch Zentralgneis (u. a. Steinbacher Augengneis, Liebensteiner Gneis)
- Ruhla-Gruppe
- Trusetal-Gruppe
- Brotterode-Gruppe

Die vier letztgenannten umfassen im Wesentlichen sedimentäre, vulkanosedimentäre und magmatische Gesteine, die im Zeitraum vom Kambrium bis Unterdevon abgelagert oder gebildet wurden. Während der variszischen Gebirgsbildung wurden sie einer intensiven Gesteinsmetamorphose unterzogen, sodass sie heute mehrheitlich als Gneise oder Glimmerschiefer vorliegen. Die jüngsten Gesteinskomplexe des Ruhlaer Sattels sind der Ruhla-Granit sowie kleinere Granit- und Diorit-Körper, die im Oberkarbon (spätvariszisch) als Magma in das Grundgebirge eindrangen und dort auskristallisierten.
Der Ruhlaer Sattel war zur Rotliegend-Zeit ein Bergrücken, der den Nordwestteil-der Oberhofer Mulde, insbesondere aber die Eisenacher Mulde mit Gesteinsschutt belieferte.

### Oberhofer Mulde
Die Oberhofer Mulde nimmt unter den drei geologischen Hauptlandschaften flächenmäßig den mit Abstand größten Anteil des Thüringer Waldes ein. Es handelt sich um den saxonisch herausgehobenen Teil des sogenannten Thüringer-Wald-Beckens, dessen Füllung in zehn Formationen untergliedert wird:
- Tambach-Formation
- Elgersburg-Formation
- Rotterode-Formation
- Höhenberg-Formation
- Oberhof-Formation
- Goldlauter-Formation
- Manebach-Formation
- Ilmenau-Formation
- Möhrenbach-Formation
- Georgenthal-Formation

Die relativen Altersbeziehungen der Gesteinseinheiten untereinander sind nicht vollständig geklärt; einige dieser Einheiten sind vermutlich zeitgleich abgelagert worden (z. B. die Möhrenbach- und die Georgenthal-Formation). Ilmenau-, Möhrenbach- und Georgenthal-Formation werden traditionell zur Gehren-Gruppe zusammengefasst.
Dass die genaue stratigraphische Einordnung der Gesteine sich so schwierig gestaltet, liegt vermutlich u. a. daran, dass es sich bei der Oberhofer Mulde um eine Art Grabenbruchsystem handelte, das im Laufe seiner Existenz einer zum Teil starken tektonischen Aktivität unterworfen war, wodurch das interne Relief und damit die Hauptablagerungsgebiete sich ständig änderten.
Die Hauptphasen tektonischer Aktivität gingen mit einem intensiven felsischen Vulkanismus einher. Daher enthalten die Gesteinseinheiten der Oberhofer Mulde zahlreiche vulkanische Gesteine und Ablagerungen, wobei es sich überwiegend um Rhyolithe, meist mit porphyrischem Gefüge, nebst entsprechender Tuffgesteine handelt. In Wechsellagerung mit den Vulkaniten treten die für das Rotliegend typischen und namensgebenden rot gefärbten Molassesedimente in Form von Konglomeraten, Sand-, Silt- und Tonsteinen auf.
In der Nordwesthälfte der Oberhofer Mulde besonders weit verbreitet sind die vulkanitdominierten Abschnitte der Oberhof-Formation („Oberhofer Eruptivserie“), die ins obere Unterrotliegend gestellt werden. Sie sind relativ verwitterungs- und erosionsresistent und sind u. a. im Hauptkamm des Thüringer Waldes westlich von Oberhof zu finden; sie bilden mit Großem Beerberg, Schneekopf und Großem Finsterberg die drei höchsten Erhebungen des Gebirges. Der vierthöchste Berg, der Große Inselsberg im Nordwesten des Thüringer Waldes zwischen Bad Tabarz und Brotterode ist ein von Gesteinen der sedimentdominierten Goldlauter-Formation umgebener Erosionsrest der Oberhofer Eruptivserie. Der Falkenstein, eine imposante Felsenklippe, besteht ebenfalls aus Vulkangestein der Oberhof-Formation.
In den Hohlräumen der Vulkanite bildeten sich im Laufe der Jahrmillionen zahlreiche Drusen. Besonders bekannt sind die Schneekopfkugeln, die Achat und andere Quarzvarietäten enthalten.
Früher als Untereinheit der Rotterode-Formation (ebenfalls oberes Unterrotliegend) betrachtet, wird der mehr als 300 Meter mächtige Höhenberg-Dolerit (auch „Hühnberg-Dolerit“ genannt) am Nordwestrand der Oberhofer Mulde mittlerweile zusammen mit einigen anderen magmatischen Intrusionen in eine eigenständige stratigraphische Einheit, das Höhenberg-Intrusionsintervall zwischen Oberhof- und Rotterode-Formation, gestellt. Der annähernd südwest-nordost orientierte, maximal zwei Kilometer breite Ausstrich dieses Dolerit-Sills reicht in etwa von Floh-Seligenthal bis Finsterbergen und quert somit fast den gesamten Thüringer Wald. Der Dolerit wurde zwischen 1900 und 1942 im Bereich der Ebertswiese abgebaut.
Die im Vergleich zur Oberhof-Formation noch sedimentärmeren und auch geologisch älteren Vulkanite der Gehren-Gruppe („Gehrener Eruptiv-Serie“) des Unterrotliegend nehmen fast die gesamte Südosthälfte der Oberhofer Mulde ein. Neben Rhyolithen stehen dort auch in größerem Umfang Latite und Trachyte an. Die Dominanz der Vulkanite in der Gehren-Gruppe bezeugt den intensiven Vulkanismus, der mit der Dehnung und Absenkung der Erdkruste, die zur Entstehung des Thüringer-Wald-Beckens führte, einherging.
Bedeutende, wenn auch zum Teil deutlich weniger weit verbreitete, sedimentdominierte Gesteinseinheiten der Oberhofer Mulde sind die Tambach-Formation des Oberrotliegend und die Manebach-Formation des Unterrotliegend. Beide Formationen sind in erster Linie durch ihren Fossilinhalt bekannt. Die Rotsedimente der Tambach-Formation, die eine Flussebene mit savannenähnlichem Klima repräsentieren, enthalten in einem bestimmten Horizont, dem Tambach-Sandstein, zahlreiche Überreste eines permischen Hochland-Ökosystems, nach denen in der berühmten Fossilfundstätte am Bromacker bei Tambach-Dietharz gegraben wird. Am bekanntesten davon sind die Tetrapoden-Funde („Ur-Saurier“).
Die ältere Manebach-Formation besteht überwiegend aus grauen Sand-, Silt- und Tonsteinen, denen geringmächtige Kohlelagen zwischengelagert sind. Sie repräsentiert eine immerfeuchte, tropische Flusslandschaft mit dichter Vegetation und ist vor allem für die gut erhaltenen Pflanzenfossilien (Schachtelhalm, Farne) bekannt. Aus der Manebach-Formation stammen aber auch Funde von Arthropleura, der größten Gliederfüßer-Gattung, die je auf der Erde gelebt hat, und von Onchiodon thuringensis, einem großen Temnospondylen aus der Überfamilie der Eryopoideen.
Während sie im Ruhlaer Sattel zu den jüngsten Gesteinen gehören, stellen die Granitintrusionen in der Oberhofer Mulde die ältesten Gesteine dar. Ähnlich dem Ruhla-Granit drang der Thüringer Hauptgranit im Oberkarbon als Schmelze in das Grundgebirge ein und kristallisierte dort aus. Doch am Ende des Karbons befand er sich offenbar bereits an oder relativ dicht unter der Erdoberfläche und war dadurch einer tiefgründigen Verwitterung (Vergrusung) ausgesetzt. Dadurch büßte er an Festigkeit ein und ist heute relativ erosionsanfällig, wodurch sich die Hasel und ihre Zuflüsse verhältnismäßig tief in den größten Ausbiss des Hauptgranits in der Region um Suhl und Zella-Mehlis einschneiden konnten. Im Gegensatz dazu bildet der nichtvergruste Ruhla-Granit mit dem Gerberstein einen Teil der Kammlinie des Thüringer Waldes.
Noch wesentlich älter als der Thüringer Hauptgranit ist der von verschiedenen vulkanogenen Gesteinen des Kambriums dominierte „Vesser Komplex“, der im Südosten der Oberhofer Mulde aufgeschlossen ist. Er wird zwar noch zur Nordwestflanke des Schwarzburger Sattels und damit geologisch zum Thüringer Schiefergebirge gerechnet, befindet sich aber hinsichtlich seines Metamorphosegrades schon in einem Übergangsbereich vom unmetamorphen Schiefergebirge südöstlich des Thüringer Waldes zum Ruhlaer Kristallin weiter im Nordwesten.

### Kleiner Thüringer Wald
Deutlich außerhalb des Mittelgebirges, im südlichen Vorland des Thüringer Waldes ist nordwestlich der Schleuse, am Südostrand der bis zu 692 m hohen, vom Unteren Buntsandstein gebildeten Höhen ein nordwest-südost-orientierter, schmaler Horst aus dem Untergrund emporgehoben. Im von Ablagerungen des Zechsteins gesäumten Kernbereich des Horsts treten verschiedene Gesteine zutage, die sich auch im Thüringer Wald finden. Dieses Gebiet, dessen Relief deutlich niedriger ist als das der Umgebung, wird aufgrund der geologischen Übereinstimmungen „Kleiner Thüringer Wald“ genannt.

## Klima
Aufgrund des geologischen Untergrundes und der Querriegelwirkung des Gebirgsrumpfes des Thüringer Walds in der Hauptwetterrichtung Europas und der damit verbundenen hohen Niederschlagsmenge hat die Erosion aus der gehobenen Bruchscholle des Gebirgskörpers ein Gebirge mit ausgeprägtem Relief herausmodelliert. Der Thüringer Wald weist daher eine höhere Reliefenergie als andere Mittelgebirge auf. Dies hat zum Beispiel einige Autoren im 18. Jahrhundert, als eine genaue Höhenmessung der Berge noch nicht möglich war, dazu veranlasst, die Berge des Thüringer Walds (im Besonderen den Schneekopf) auf ihr Erscheinungsbild hin nach dem Brocken im Harz zu den höchsten Bergen Deutschlands zu zählen.

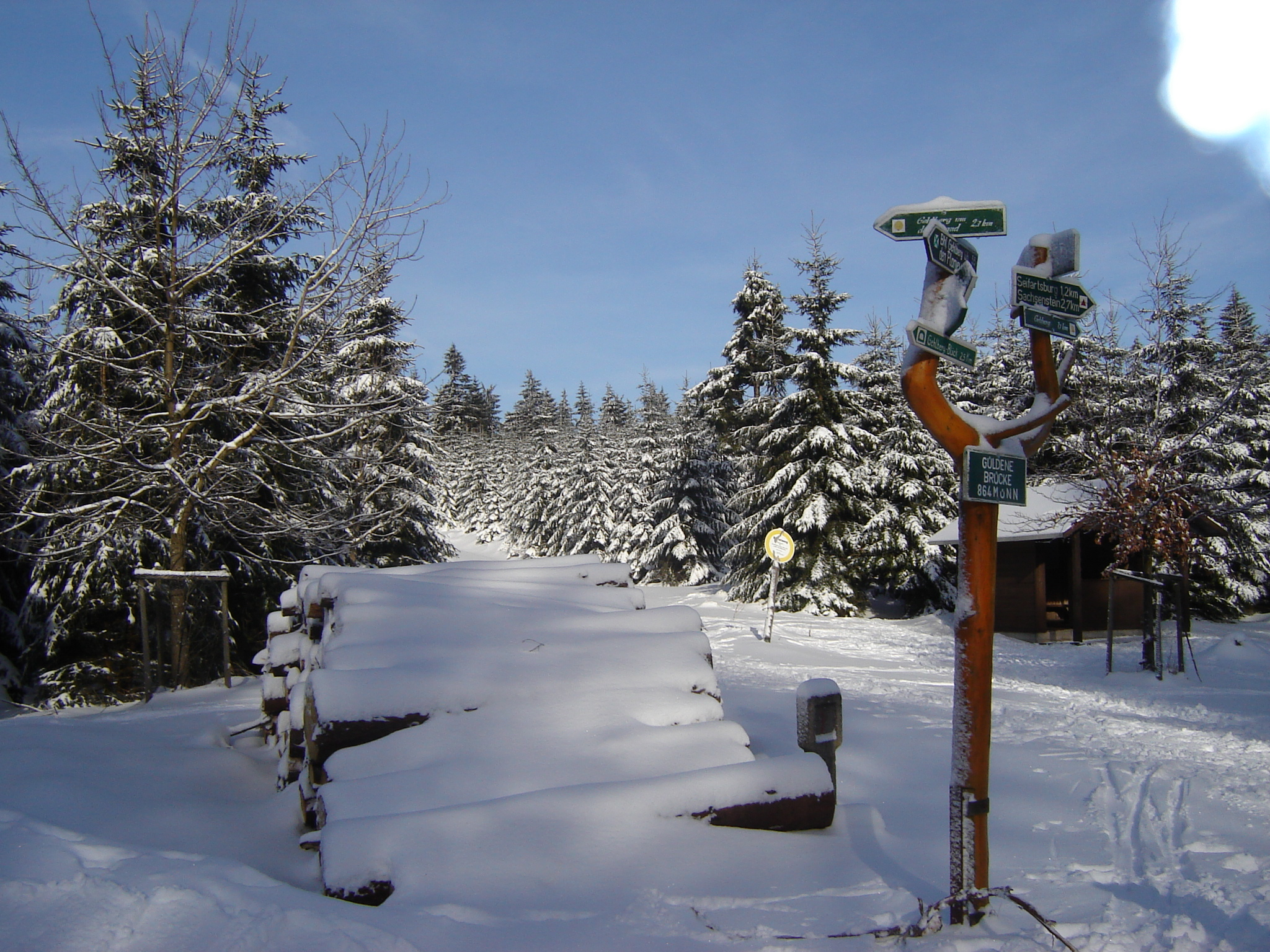
Schnee liegt im Thüringer Wald meist vom Spätherbst bis zum Frühling

Der Thüringer Wald liegt in der mitteleuropäischen Übergangszone zwischen dem vom Atlantik geprägten Seeklima Westeuropas und dem vom Festland geprägten Kontinentalklima Osteuropas. Da feuchte Luftmassen den Thüringer Wald vorwiegend aus westlichen Richtungen erreichen, haben die westlichen Hänge einschließlich der Kammlagen die höchsten Niederschläge. Mit Ausnahme des flacheren Nordwestteils (etwa 650 mm) und der Osthänge beträgt der Jahresniederschlag meistens über 1000 mm, in höchsten Lagen sogar etwa 1300 mm. Das nordöstlich gelegene Thüringer Becken liegt entsprechend im Regenschatten; es erhält kaum mehr als 500 mm/Jahr (je nach Lage 460–590 mm) Niederschläge und gehört zu den niederschlagsärmsten Regionen Deutschlands.
Die Durchschnittstemperaturen im Juli sinken mit steigender Höhenlage von ca. 15,5 Grad in 500 m Höhe (Täler) über 14 Grad in 700 Metern bis auf 12,5 Grad in Kammlagen von 900 Metern (zum Vergleich: 18 Grad in niedrigeren Lagen des Thüringer Beckens). Im Januar betragen die Durchschnittstemperaturen −2 Grad auf 500 m, −3 Grad auf 700 m und −4 Grad auf 900 m (zum Vergleich: −0,5 Grad in niedrigeren Lagen des Thüringer Beckens). Die Jahresdurchschnittstemperaturen betragen entsprechend 6,5 Grad auf 500 m, 5 Grad auf 700 m und 4 Grad in Kammlagen (Thüringer Becken: 8,5 Grad).
Die Anzahl der Frosttage übersteigt in den Kammlagen 150 Tage, während sie im Thüringer Becken deutlich unter 100 liegt. Lediglich das absolute Temperaturminimum steigt mit zunehmender Höhe um drei Grad von Höhenlagen zu den Tälern und um weitere etwa vier Grad zu den Mulden des Thüringer Beckens.

## Kultur und Geschichte

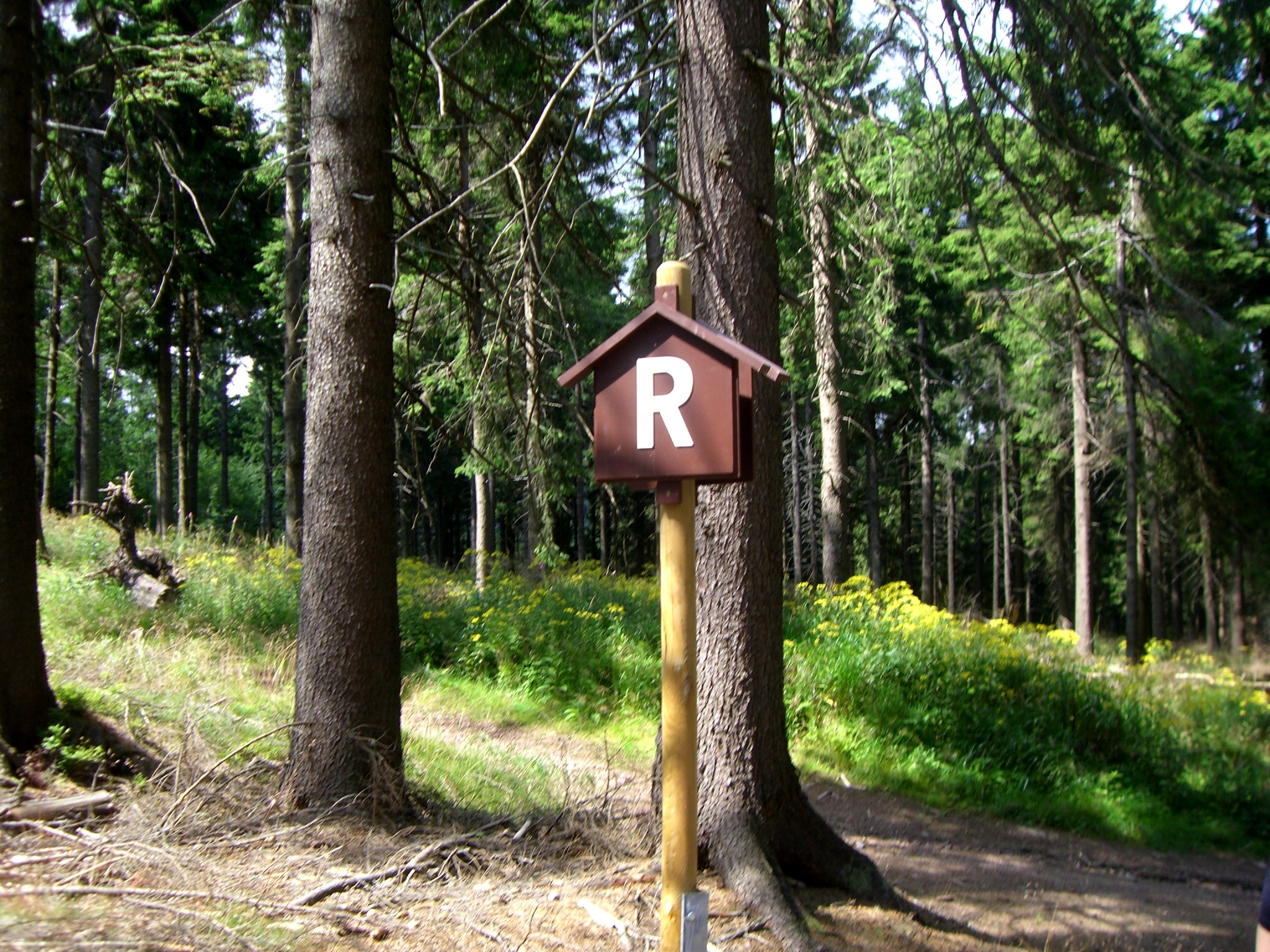
Der Rennsteig ist der meistbegangene Weitwanderweg Deutschlands

Der Thüringer Wald stellte eine kulturräumliche Grenze zwischen dem obersächsischen Raum im Nordosten und dem fränkischen Raum im Südwesten dar, die sich noch heute beispielsweise an den Dialekten oder den Strukturen der Dorfbilder ablesen lässt. Wenngleich der Rennsteig als Kammlinie an vielen Stellen über die meiste Zeit eine Staatsgrenze darstellte, gehörte der Thüringer Wald seit dem 13. Jahrhundert zum weitaus größten Teil zu den verschiedenen wettinischen Ländern. Zur Zeit des Deutschen Bundes (von 1815 bis 1866) teilten sich neun Staaten den Thüringer Wald:
- das Herzogtum Sachsen-Meiningen
- das Herzogtum Sachsen-Coburg und Gotha
- das Herzogtum Sachsen-Weimar-Eisenach
- das Fürstentum Schwarzburg-Rudolstadt
- das Fürstentum Schwarzburg-Sondershausen
- das Fürstentum Reuß-Greiz
- das Fürstentum Reuß-Schleiz
- das Königreich Preußen (unter anderem mit dem Territorium der einstigen Grafschaft Henneberg)
- das Kurfürstentum Hessen (die Exklave der Herrschaft Schmalkalden)

Das Gebirge selbst wurde nur an wenigen Stellen besiedelt, entlang des Randes entstand dafür ein umso dichteres Netz an Siedlungen an allen Stellen, die eine landwirtschaftliche Produktion zuließen.
Für die kulturelle Identität Thüringens spielt der Thüringer Wald eine wichtige Rolle, bedeutend sind beispielsweise die Wartburg, aber auch der 169 Kilometer lange Kammweg Rennsteig. So gilt das Rennsteiglied als inoffizielle Landeshymne und der Rennsteiglauf ist eine der größten Breitensportveranstaltungen in der Region. Auch der hier betriebene Wintersport mit seinem Zentrum in Oberhof hat eine große Bedeutung für Thüringen.

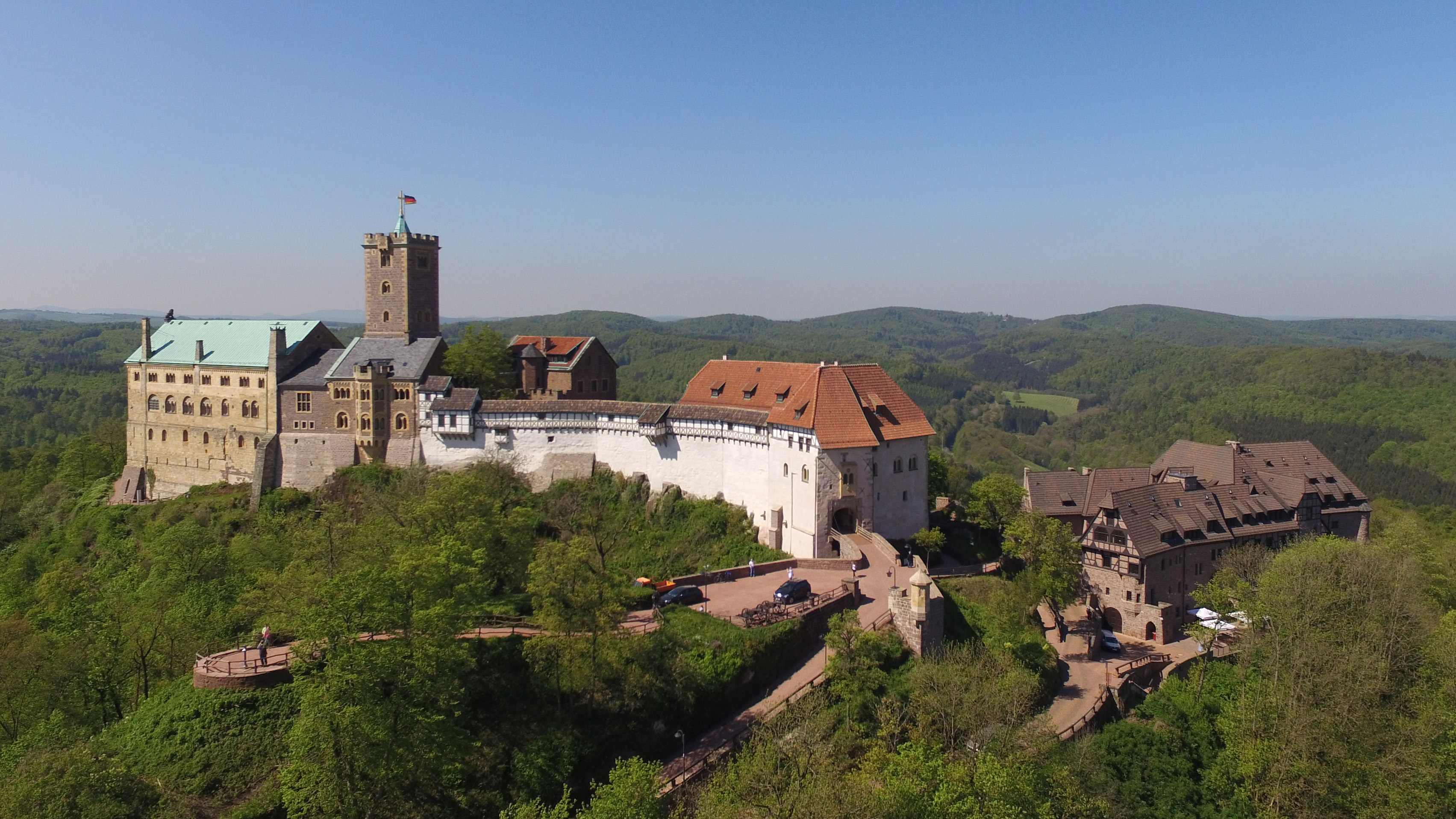
Die Wartburg liegt im westlichen Thüringer Wald

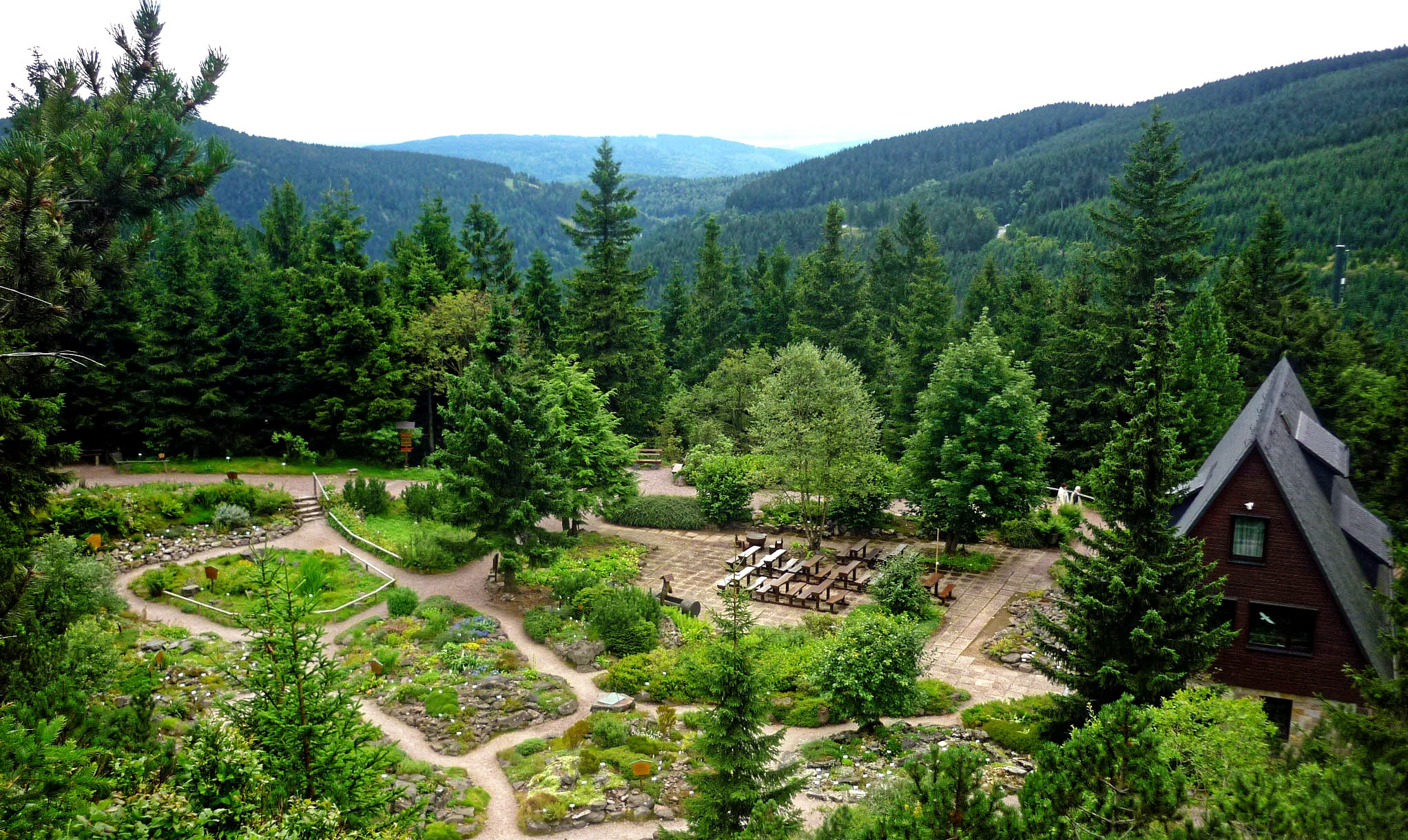
Der Rennsteiggarten Oberhof ist ein botanischer Garten für Gebirgsflora

Der Thüringer Wald ist eine beliebte Kulisse für Film- und Fernsehproduktionen. 1950 entstanden im Lauchagrund bei Tabarz Außenaufnahmen zu dem DEFA-Klassiker Das kalte Herz. Seit der Jahrtausendwende kamen zahlreiche Märchen- und Kinderfilme dazu:
- Die goldene Gans
- Löwenzahn – Das Kinoabenteuer
- Tom Sawyer
- Hänsel und Gretel
- Stella und der Stern des Orients
- Wer küsst schon einen Leguan?

Zudem wurden die Fernsehfilme Werther in Ilmenau und Masserberg im gleichnamigen Kurort realisiert. 2010 drehten die Regisseure Christian Petzold, Dominik Graf und Christoph Hochhäusler mehrere Wochen lang die mit dem Deutschen Fernseh- und Grimme-Preis ausgezeichnete Produktion Dreileben.

## Wirtschaft und Verkehr
Anders als Harz und Erzgebirge war der Thüringer Wald früher nur in geringem Ausmaß vom Bergbau geprägt, gleichwohl gab es an vielen Stellen kleinere Bergwerke, etwa um Schmalkalden oder Ilmenau. Lange Zeit war das Fuhrmannsgewerbe ein wichtiger Wirtschaftszweig, bevor im 19. Jahrhundert die Industrialisierung der Metallverarbeitung im Westen und der Glas- und Porzellanherstellung im Osten einsetzte. Während erstere bis heute wichtig blieb, gingen die Glas- und Porzellanindustrie nach der Wiedervereinigung weitgehend unter.

### Tourismus
Der Tourismus im Thüringer Wald begann im ausgehenden 19. Jahrhundert und erlebte seine Blütezeit während der DDR-Zeit, als in den meisten Orten große FDGB-Ferienheime entstanden und zusätzlich viele Menschen – in Ermangelung anderer Alternativen – auch privat in den Thüringer Wald reisten, etwa zum Camping. Nach der Wiedervereinigung ging der Tourismus zunächst zurück und stagniert mittlerweile seit vielen Jahren. Wie in den meisten deutschen Mittelgebirgen sind ältere, Ruhe suchende Wandergäste die Hauptgruppe unter den Touristen.
Die zehn meistbesuchten Kur- und Urlaubsorte im Thüringer Wald sind:
| Gemeinde                          | Übernachtungen 2017 | Übernachtungen 2001 | Veränderung |
| --------------------------------- | ------------------- | ------------------- | ----------- |
| Oberhof                           | 389.249             | 531.326             | −26,7 %     |
| Friedrichroda (mit Finsterbergen) | 387.598             | 376.125             | +3,1 %      |
| Eisenach                          | 360.830             | 247.008             | +46,1 %     |
| Bad Liebenstein                   | 330.409             | 357.534             | −7,6 %      |
| Suhl                              | 253.886             | 259.514             | −2,2 %      |
| Masserberg                        | 210.605             | 351.208             | −40,0 %     |
| Bad Tabarz                        | 184.417             | 243.190             | −24,2 %     |
| Ilmenau                           | 119.924             | 117.771             | +1,8 %      |
| Neustadt am Rennsteig             | 48.525              | 25.944              | +87,0 %     |
| Luisenthal                        | 36.989              | 39.242              | −5,7 %      |

### Verkehr
Der Thüringer Wald stellt eine Verkehrsbarriere dar, die durch die alten Handelswege umgangen wurde. So verlief die Via Regia von Frankfurt am Main nach Leipzig nur durch seinen westlichsten Teil bei Eisenach und die Via Imperii von Leipzig nach Nürnberg querte das Mittelgebirge weiter östlich im weniger steilen Vogtland bei Hof. Die ersten Kunststraßen über den Wald wurden im 19. Jahrhundert angelegt, wobei die Straße von Gotha über Oberhof nach Suhl den wichtigsten Übergang darstellte (ehemalige Bundesstraße 247).
Insgesamt führen die folgenden zwölf Passstraßen über den Thüringer Wald (von West nach Ost, in Klammern Passhöhe):
- Bundesstraße 84 Vacha–Eisenach am Vachaer Stein (378 m)
- Bundesstraße 19 Meiningen–Eisenach an der Hohen Sonne (434 m)
- L 2118 Etterwinden–Ruhla bei Ascherbrück (563 m)
- L 1027 Bad Liebenstein–Winterstein an der Glasbachwiese (655 m)
- L 1024 Brotterode–Bad Tabarz am Kleinen Inselsberg (763 m)
- L 1026 Schmalkalden–Friedrichroda am Heuberg (688 m)
- L 1028 Schmalkalden–Tambach-Dietharz an der Neuen Ausspanne (725 m)
- L 1128 Steinbach-Hallenberg–Oberhof am Grenzadler (836 m)
- L 3247 (alte Bundesstraße 247) Suhl–Gotha am Rondell (825 m)
- L 3004 (alte Bundesstraße 4) Schleusingen–Ilmenau am Rennsteigkreuz (753 m)
- Gläsertalstraße Frauenwald–Stützerbach in Allzunah (755 m)
- K 521/L 2648 Schleusegrund–Großbreitenbach in Kahlert (765 m)

Im Jahr 2003 wurde die Bundesautobahn 71 eröffnet, die den Thüringer Wald an seiner höchsten Stelle in vier Tunneln unterquert, unter denen der 7916 Meter lange Rennsteigtunnel der längste Straßentunnel in Deutschland ist.
Die Eisenbahn erreichte den Thüringer Wald mit der Eröffnung der Werrabahn 1858, die ihn ganz im Westen mit dem Förthaer Tunnel unterquert. Es folgte als wichtigste Hauptbahn die Strecke Erfurt–Schweinfurt, die erst 1884 fertiggestellt wurde und den Kamm im 3039 Meter langen Brandleitetunnel unterquert. Ferner entstand ein dichtes Netz an Neben- und Kleinbahnen, die die meisten Täler des Thüringer Waldes erschlossen, heute aber ganz überwiegend wieder stillgelegt sind. Die Überlandstraßenbahn von Gotha nach Bad Tabarz trägt den Namen Thüringerwaldbahn. Die Bahnstrecke Plaue–Themar als höchste Bahnquerung wird auch Rennsteigbahn genannt. 2017 folgte die Eröffnung der Schnellfahrstrecke Nürnberg–Erfurt, die den Thüringer Wald am Übergang zum Thüringer Schiefergebirge unterquert.